# Biografielijst Gr

## Gra

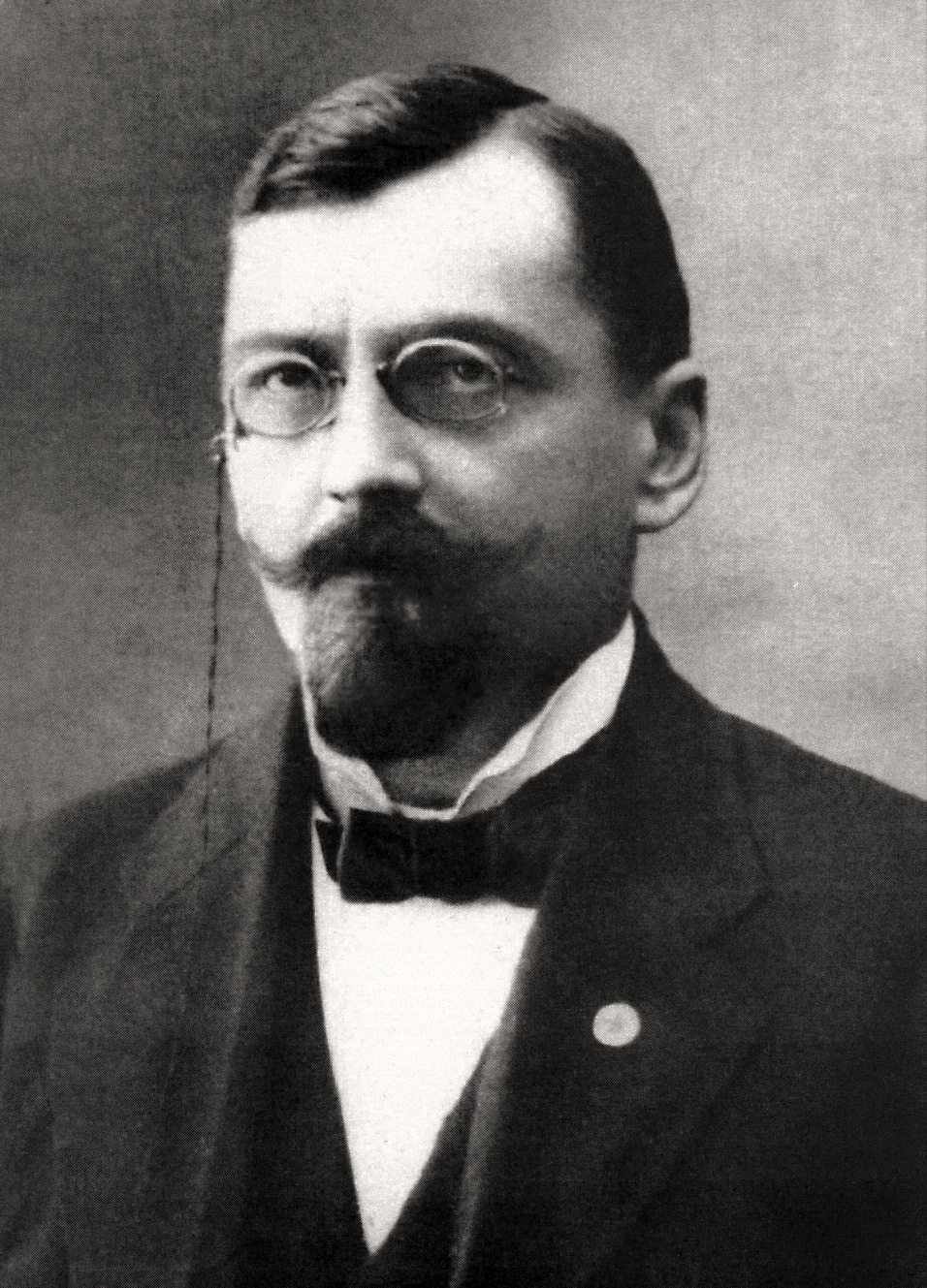
Antoni Grabowski

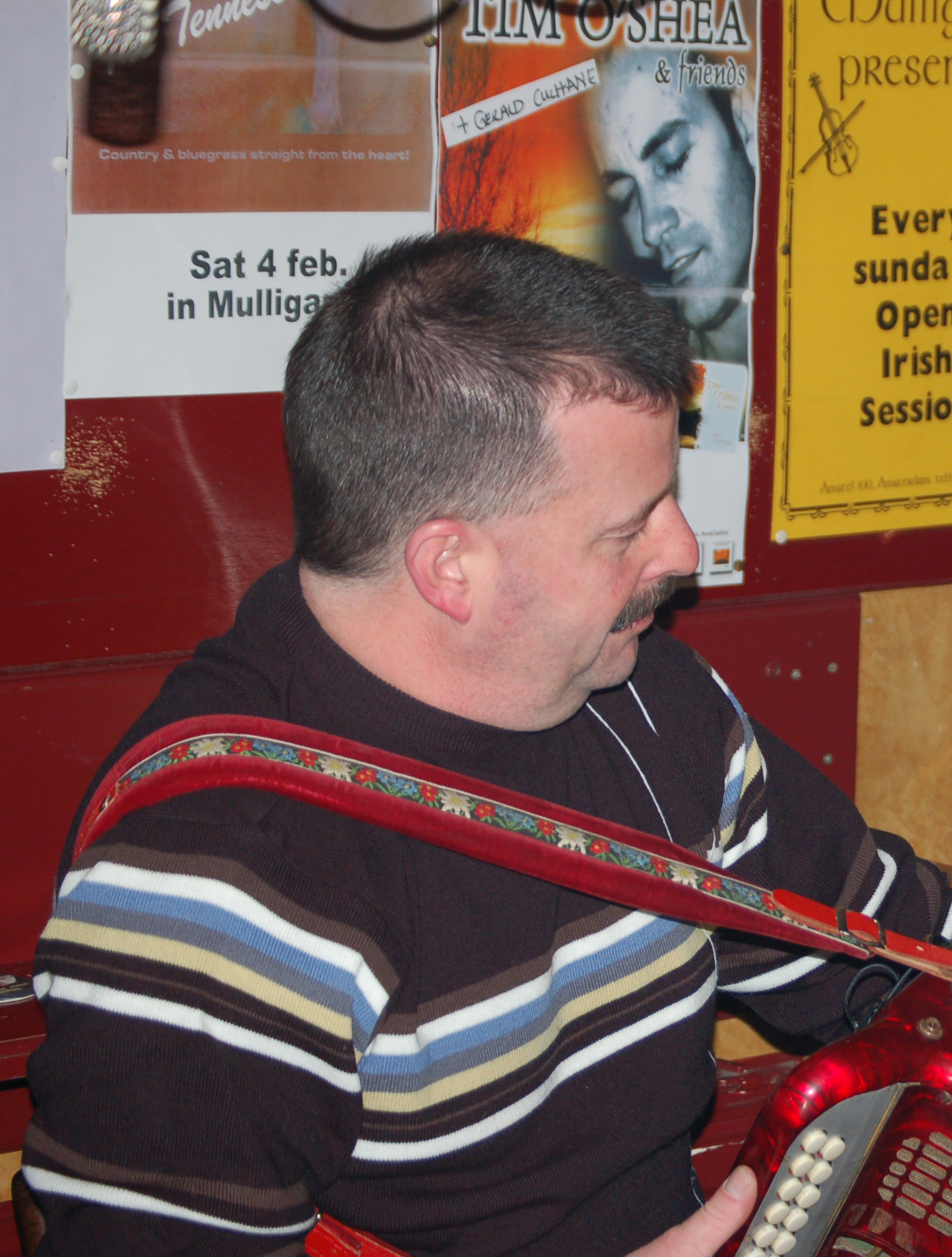
Ailbe Grace tijdens een sessie in Amsterdam

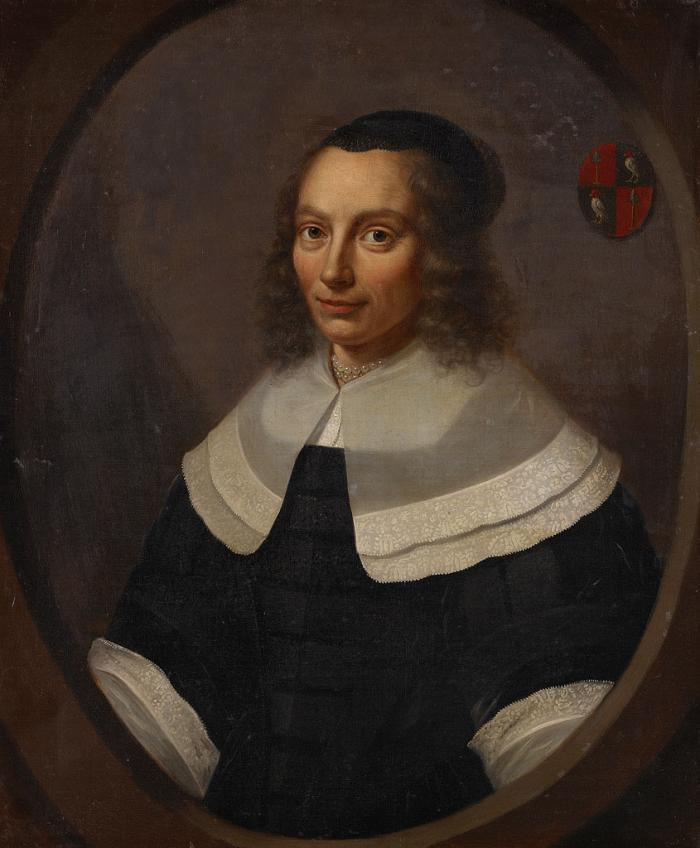
Agneta de Graeff van Polsbroek

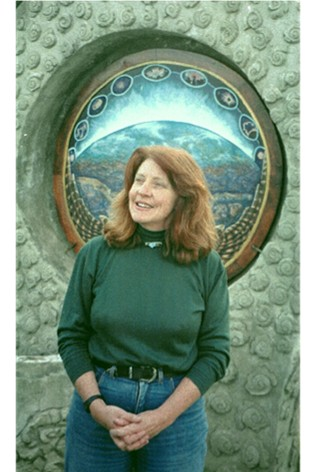
Diana Graham

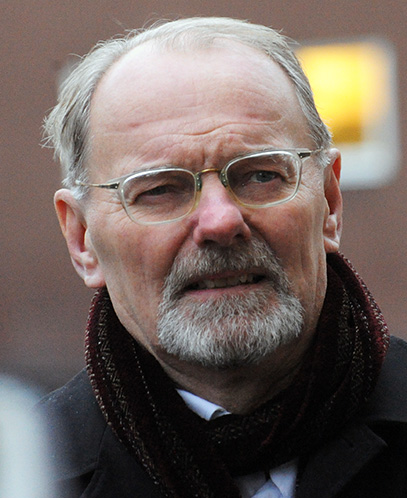
Björn Granath in 2014

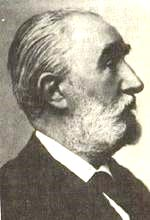
Alfred Grandidier

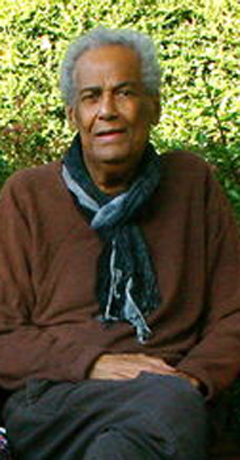
Cy Grant

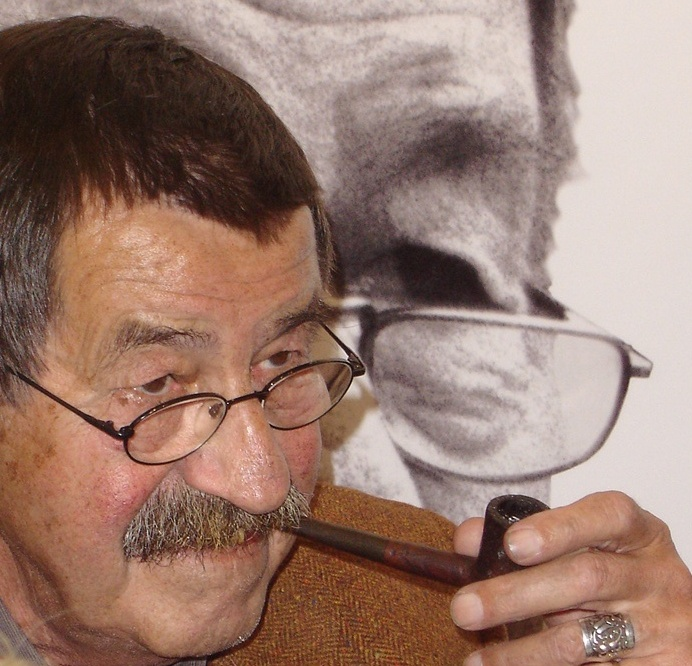
Günter Grass

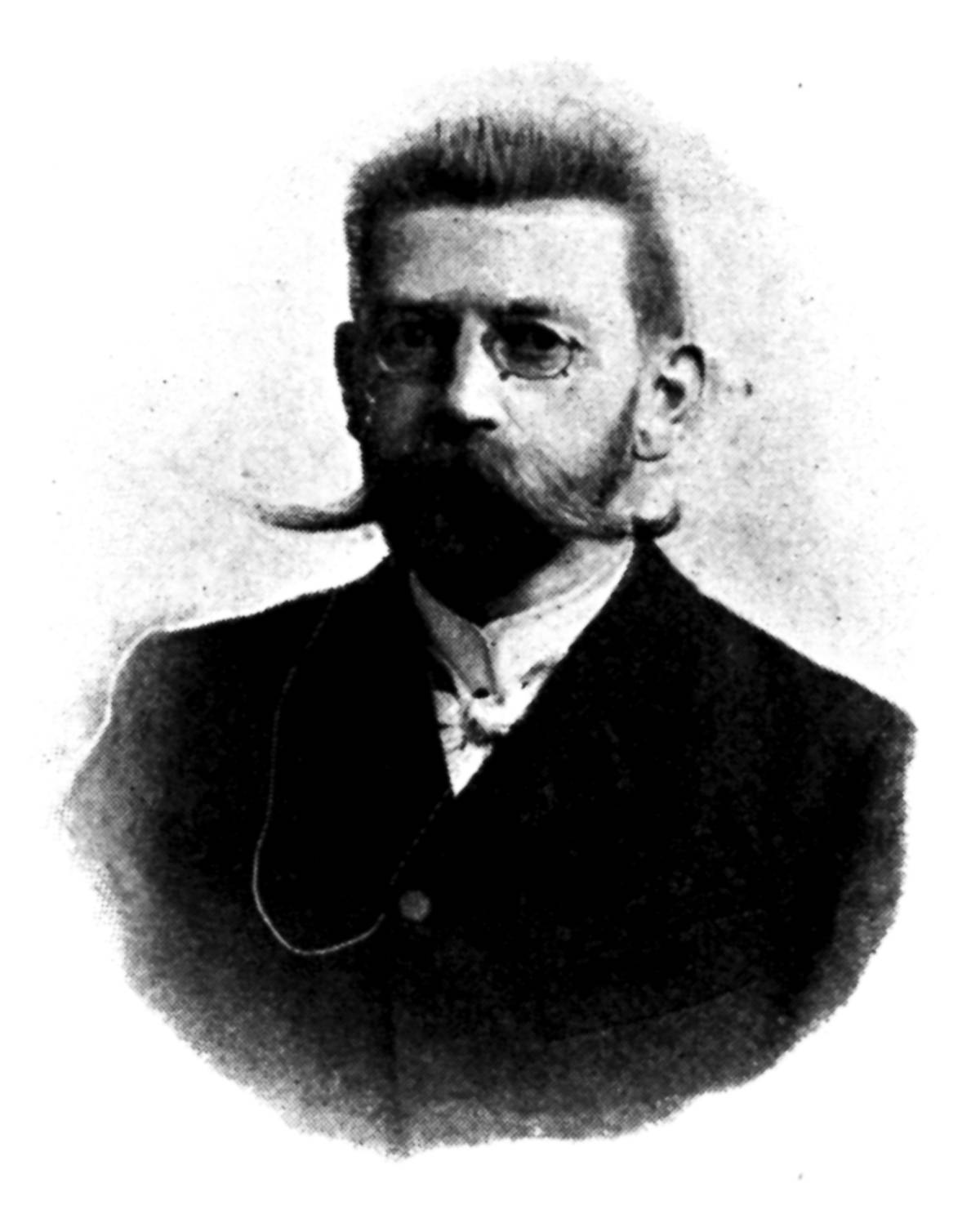
Paul Albert Grawitz

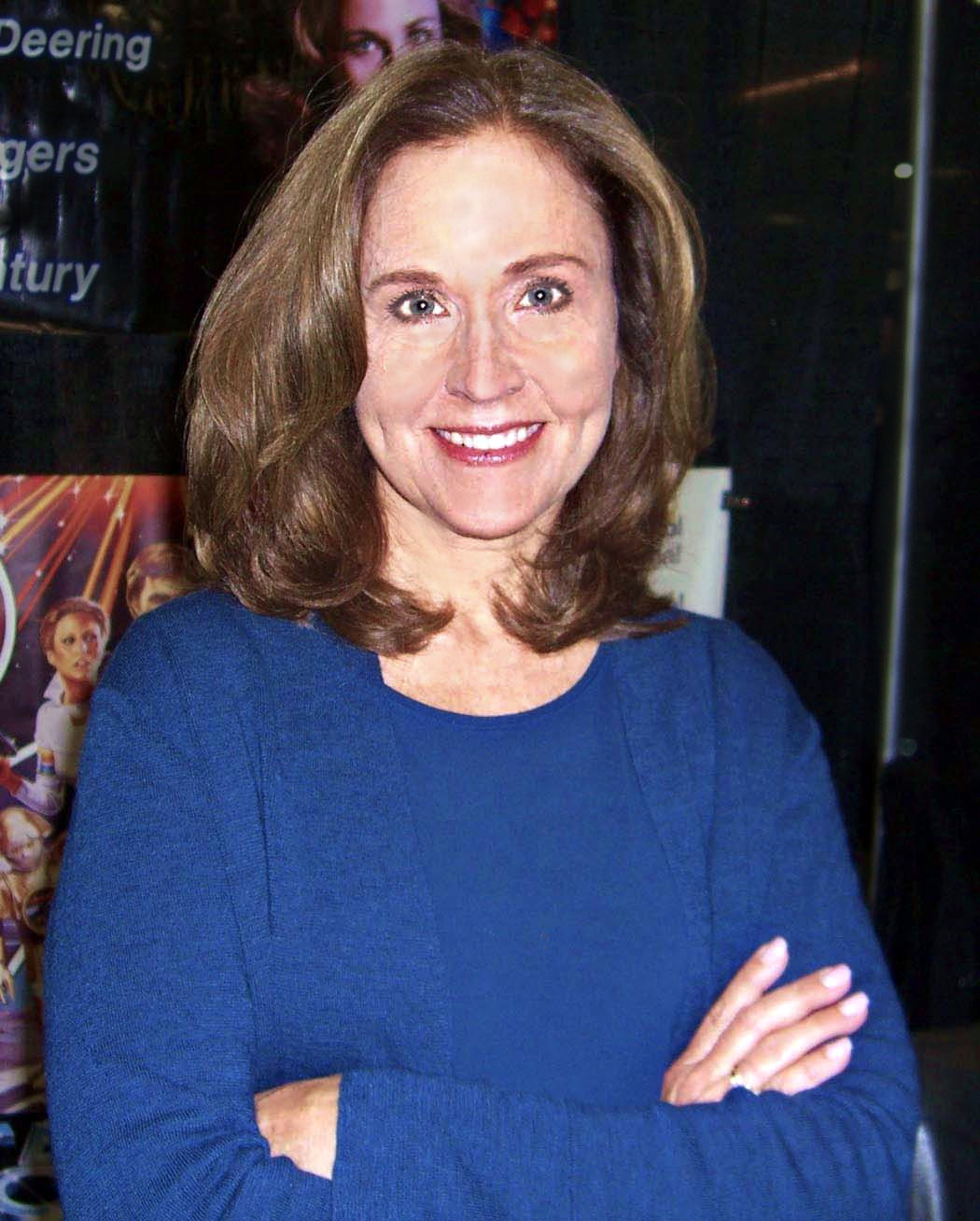
Erin Gray in 2009

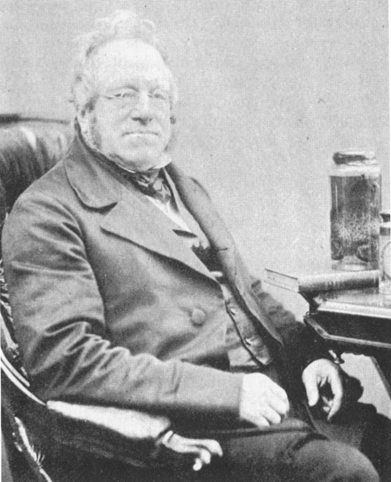
John Edward Gray

- Roelof Hendrik Graadt Jonckers (1805-1866), Nederlands predikant en schrijver
- Aad de Graaf (1939-1995), Nederlands wielrenner
- Adriaan Cornelis (Adrie) de Graaf (1903-1945), Nederlands verzetsstrijder in West-Friesland
- Anke de Graaf (1927-2019), Nederlands schrijfster
- Bram de Graaf (1966), Nederlands historicus, journalist en schrijver
- Edwin de Graaf (1980), Nederlands voetballer
- Door de Graaf (1920-2011), Brits-Nederlands verzetsstrijdster en vertaalster
- Fred de Graaf (1950), Nederlands politicus
- Hannes de Graaf (1911-1991), Nederlands theoloog, ethicus, predikant, hoogleraar en vredesactivist
- Hermine de Graaf (1951-2013), Nederlands schrijfster
- Karel van de Graaf (1950-2023), Nederlands journalist en presentator
- Louw de Graaf (1930-2020), Nederlands politicus
- Reinier de Graaf (1641-1673), Nederlands arts en anatoom
- Reinier de Graaf jr. (1674-1717), Nederlands graveur
- Thom de Graaf (1957), Nederlands politicus
- Clara Mulder van de Graaf-de Bruyn (1865-1945), Nederlands feministe
- Jan van der Graaf (1937- 2022), Nederlands kerkbestuurder
- Laurien van der Graaff (1987), Zwitsers-Nederlands langlaufster
- Volkert van der Graaf (1969), Nederlands milieuactivist en moordenaar
- Anton P. de Graaff (1928-2008), Nederlands schrijver
- Barend de Graaff (1898-1983), Nederlands schrijver
- Bart Frederikus de Graaff (1967-2002), Nederlands tv-presentator, programmamaker, omroepoprichter en -voorzitter
- Dione de Graaff (1969), Nederlands televisiepresentatrice
- Jan de Graaff (1943-2014), Nederlands televisiejournalist
- Roel de Graaff (1983-2025), Nederlands voetballer
- Peter Graaff (1936-2014), Nederlands militair
- Dieuwke IJtje Willemke de Graaff-Nauta (1930-2008), Nederlands onderwijzeres, lerares en politica
- Archibald Graafland (1912-1975), Nederlands voetballer
- Cornelis Graafland (1928-2004), Nederlands theoloog
- Ronald Graafland (1979), Nederlands voetballer
- John Christian Graas (1982), Amerikaans acteur
- Jørgen Gråbak (1991), Noors noordse combinatieskiër
- Robert Grabarz (1987), Brits atleet
- Christian Dietrich Grabbe (1801-1836), Duits schrijver
- Bill Graber (1911-1996), Amerikaans atleet
- Federico Grabich (1990), Argentijns zwemmer
- Siegfried Grabner (1975), Oostenrijks snowboarder
- Mirko Grabovac (1971), Kroatisch-Singaporees voetballer en voetbalcoach
- Žarko Grabovac (1983), Servisch voetballer
- Antoni Grabowski (1857-1921), Pools chemie-ingenieur, publicist, Esperanto-activist en literair vertaler
- Jürgen Grabowski (1944-2022), Duits voetballer
- Bert Grabsch (1975), Duits wielrenner
- Alda Neves da Graça do Espírito Santo (1926-2010), Santomees dichteres en politica
- Ailbe Grace (20e eeuw), Iers button-accordeonspeler
- April Grace (1962), Amerikaans actrice
- Glennis Grace (1978), Nederlands zangeres
- Laura Jane Grace (1980), Amerikaans muzikant
- Mckenna Grace (2006), Amerikaans jeugdactrice
- Topher Grace (1978), Amerikaans acteur
- Maciek (Michael) Gracz (1980), Pools pokerspeler
- Jean Graczyk (1933-2004), Frans wielrenner
- Geneviève Grad (1944-2024), Frans actrice
- Anita Gradin (1933-2022), Zweeds politicus
- Aleksandr Gradski (1949-2021), Russisch rockzanger
- Inès de Grady de la Neuville (1901-1998), Belgisch edelvrouw en burgemeester
- Wayne Desmond Grady (1957), Australisch golfer
- David Graeber (1961-2020), Amerikaans antropoloog
- Alida de Graeff (1651-1738), vrijvrouwe van de hoge heerlijkheid Jaarsveld
- Andries Cornelis Dirk de Graeff (1872-1957), Nederlands politicus
- Andries de Graeff (1611-1678), Nederlands regent, mecenas en kunstverzamelaar
- Cornelis de Graeff (1599-1664), Nederlands regent, burgemeester en koopman
- Diederik Jansz Graeff (1532-1589), Nederlands reder, koopman en politicus
- Dirk de Graeff van Polsbroek (1833-1916), Nederlands jonkheer en diplomaat
- Gerrit de Graeff (1711-1752), vrijheer van Zuid-Polsbroek (1714-1752) en heer van Purmerland en Ilpendam (1719-1752)
- Gerrit de Graeff (1741-1811), vrijheer van Zuid-Polsbroek (1752-1811) en heer van Purmerland en Ilpendam (1766-1811)
- Agneta de Graeff van Polsbroek (1603-1656), Nederlands regentendochter en redersvrouw
- Gidon Graetz (1929-2025), Israëlisch beeldhouwer
- Leo Graetz (1856-1941), Duits natuurkundige
- Sam De Graeve (1970), Vlaams journalist, cartoonist en columnist
- Alexander Graf (1962), Oezbeeks-Duits schaker
- Allan Graf (1949), Amerikaans acteur, stuntman en filmregisseur
- David Graf (1950-2001), Amerikaans acteur
- Mathias Graf (1996), Oostenrijks alpine- en freestyleskiër
- Oskar Maria Graf (1894-1967), Duits schrijver
- Rena Graf (1966), Duitse schaakster
- Rolf Graf (1932-2019), Zwitsers wielrenner
- Steffi Graf (1969), Duits tennisster
- Stephanie Graf (1973), Oostenrijks atlete
- Anton Graff (1736-1813), Zwitsers portretschilder
- Toulo de Graffenried (1914-2007), Zwitsers autocoureur
- Chloé Graftiaux (1987-2010), Belgisch (muur)klimster
- Sue Grafton (1940-2017), Amerikaans schrijfster
- Aimee Graham (1971), Amerikaans actrice, filmproducente, filmregisseuse en scenarioschrijfster
- Alexander Graham (1995), Australisch zwemmer
- Andy Graham (1983), Schots voetballer
- Billy Graham (1918-2018), Amerikaans predikant, evangelist en christelijk schrijver
- Currie Graham (1967), Canadees acteur
- Dan Graham (1942-2022), Amerikaans kunstenaar.
- David Graham (1946), Australisch golfer
- Florence Nightingale Graham, bekend als Elizabeth Arden, (1878-1966), Canadees zakenvrouw\
- Gary Graham (1950-2024), Amerikaans acteur
- Gerrit Graham (1949), Amerikaans acteur, scenarioschrijver en songwriter
- Heather Graham (1970), Amerikaans actrice
- John Graham (1956), Brits atleet
- Julie Graham (1965), Schots actrice
- Katharine Graham (1917-2001), Amerikaans krantenuitgeefster
- Martha Graham (1894-1991), Amerikaans danseres en choreografe
- Matt Graham (1994), Australisch freestyleskiër
- Matthew Graham, Brits scenarioschrijver
- Paul Graham (1964), Amerikaans programmeur, venture capitalist en essayist
- Ron Graham (1935-2020), Amerikaans wiskundige
- Ruth Graham (1920-2007), Amerikaans christelijk activiste, dichteres en schrijfster (echtgenote van Billy Graham)
- Stephen Graham (1973), Brits acteur
- Francis Graham-Smith (1923-2025), Brits astronoom
- Dieter Grahn (1944), Oost-Duits roeier
- Sara Grahn (1988), Zweeds ijshockeyster
- Katherine Grainger (1975), Brits roeister
- Percy Aldridge Grainger (1882-1961), Australisch pianist, componist, dirigent en saxofonist
- Hans Christian Gram (1853-1928), Deens bacterioloog
- Ronald Gram (1974), Nederlands atleet
- Jean-Baptiste Gramaye (1579-1635), historicus uit de Zuidelijke Nederlanden
- Metta Gramberg (1959), Nederlands actrice
- Zénobe Gramme (1826-1901), Belgisch elektrisch ingenieur
- Patrick Grammens (1971), Belgisch atleet
- Kelsey Grammer (1955), Amerikaans acteur
- Antoine III de Gramont (1604-1678), Frans militair en diplomaat, maarschalk, onderkoning van Navarra en Béarn, en gouverneur van Bayonne
- Antonio Gramsci (1891-1937), Italiaans schrijver, politicus en politiek theoreticus
- Samuel Henriquez de Granada (1873-1944), Surinaams bestuurder en politicus
- Eric Granado (1996), Braziliaans motorcoureur
- Esteban Granados (1985), Costa Ricaans voetballer
- Björn Granath (1946-2017), Zweeds acteur
- Cédric Grand (1976), Zwitsers bobsleeër
- Alain Grandbois (1900-1975), Canadees Franstalig dichter
- Rita Grande (1975), Italiaans tennisster
- Almudena Grandes Hernández (1960-2021), Spaans schrijfster
- Joseph Grandgagnage (1797-1877), Belgisch schrijver
- Dino Grandi (1895-1988), Italiaans staatsman
- Alfred Grandidier (1836-1921), Frans natuuronderzoeker en ontdekkingsreiziger
- Grandmaster Flash (1958), Barbadiaans-Amerikaans musicus
- Fred Grandy (1948), Amerikaans acteur, scenarioschrijver, politicus en radiopresentator
- Jean-Baptiste Grange (1984), Frans alpineskiër
- Jean-Christophe Grangé (1961), Frans auteur, journalist en scenario-schrijver
- Lara Grangeon (1991), Frans zwemster
- Bill Granger (1969-2023), Australisch kok
- Clive Granger (1934-2009), Brits econoom
- Frode Granhus (1965), Noors schrijver
- Andrés Rafael Granier Melo (1948), Mexicaans politicus
- Ragnar Granit (1900-1991), Fins-Zweeds wetenschapper en Nobelprijswinnaar
- António Joaquim Granjo (1881-1921), Portugees politicus
- Petra Granlund (1987), Zweeds zwemster
- Kina Grannis (1985), Amerikaans muzikant
- Anais Granofsky (1974), Canadees actrice
- Marcel Granollers (1986), Spaans tennisser
- Andreas Granqvist (1985), Zweeds voetballer
- Allie Grant (1994), Amerikaans actrice
- Amy Grant (1960), Amerikaans zangeres
- Chloe Grant (2006), Schots autocoureur
- Craig muMs Grant (1968), Amerikaans acteur
- David Marshall Grant (1955), Amerikaans acteur, filmproducent en scenarioschrijver
- Hugh Grant (1960), Brits acteur
- Jerami Grant (1994), Amerikaans basketballer
- John Grant (1968), Amerikaans zanger
- Kathryn Grant (1933-2024), Amerikaans actrice
- Michael Grant, Amerikaans schrijver
- Robert Grant (1793-1874), Schots zoöloog en anatoom
- Ulysses Simpson Grant (1822-1885), Amerikaans generaal en 18e president van de Verenigde Staten (1869-1877)
- Antoine Perrenot de Granvelle (1517-1586), Bourgondisch politicus
- Hans-Ulrich Grapenthin (1943), Oost-Duits voetballer
- Stéphane Grappelli (1908-1997), Frans jazzviolist
- Ferdinand Grapperhaus (1959), Nederlands jurist
- Ferd Grapperhaus (1927-2010), Nederlands politicus
- Laura Grasemann (1992), Duits freestyleskiester
- Rik Grashoff (1961), Nederlands bouwkundig ingenieur en politicus
- Günter Grass (1927-2015), Duits schrijver en Nobelprijswinnaar
- Lucas di Grassi (1984), Braziliaans autocoureur
- Andreas Grassl, bekend als Pianoman, (1984), drenkeling
- Cees Graswinckel (1906-1989), Nederlands schilder
- Dirk Petrus Marius Graswinckel (1888-1960), Nederlands archivaris en publicist
- Gerrit Jans Graswinckel (1542-1627), Nederlands bestuurder
- Engelbert Graswinckel van Maesland (1577-1635), Nederlands bestuurder
- Gerard Gratama (1874-1965), Nederlands kunstenaar, kunstcriticus en museumdirecteur
- Jan Gratama (1877-1947), Nederlands architect, schilder, tekenaar en redacteur
- Rients Gratama (1932-2017), Nederlands cabaretier en zanger
- Joannes Gratianus, bekend als paus Gregorius VI, (+1048), Italiaans paus (1045-1046)
- Michail Gratsjov (1988), Russisch autocoureur
- Alex Gregory (1984), Brits roeier
- Francine Graton (1932-2011), Frans stripauteur
- Jean Graton (1923-2021), Frans stripauteur
- Benjamín Grau (1945), Spaans motorcoureur
- Shirley Ann Grau (1929-2020), Amerikaans schrijfster
- Jan Grauls (1948), Belgisch ambassadeur
- Joannes Josephus Grauls (1887-1960), Vlaams ambtenaar en politicus
- Christoph Graupner (1683-1760), Duits componist
- Dion Jean Gilbert Graus (1967), Nederlands politicus en voormalig programmamaker
- Arturo Grávalos López (1998-2023), Spaans wielrenner
- Salvatore Gravano (1945), Amerikaans gangster
- Frank de Grave (1955), Nederlands politicus
- Mike Gravel (1930-2021), Amerikaans politicus
- Matthew Gravelle (1976), Welsh acteur
- Nick Gravenites, (1938-2024), Amerikaans blues-, rock- en folkzanger, songwriter en gitarist
- Dibora Monick Olga (Deborah) Gravenstijn (1974), Nederlands kapitein bij de luchtmacht en judoka
- Carie Graves  (1953-2021), Amerikaans roeister
- Jason W. Graves (1973), Amerikaans computerspel-, film- en televisiecomponist
- John Graves (1937), Amerikaans autocoureur
- Michael Graves (1934), Amerikaans architect en designer
- Peter Graves (1926-2010), Amerikaans acteur en regisseur
- Thomas Gravesen (1976), Deens voetballer
- Angelina Eleonore (Ans) Gravesteijn (1951), Nederlands roeister
- Fernand Gravey (1905-1970), Belgisch-Frans acteur
- Hilaire Gravez (1889-1974), Belgisch politicus
- Théodore-Joseph Gravez (1810-1883), Belgisch bisschop
- Henning Gravrok (1948), Noors musicus
- Paul Albert Grawitz (1850-1932), Duits patholoog
- Adrian Gray, (1981), Engels darter
- Asa Gray (1810-1888), Amerikaans botanicus
- Barry Gray (1908-1984), Engels componist
- Bruce Gray (1936), Canadees acteur
- Chad Gray (1971), Amerikaans zanger
- David Gray (1968), Brits popartiest
- David Gray (1979), Engels snookerspeler
- Dobie Gray (1940), Amerikaans soulzanger en toneelspeler
- Elisha Gray (1835-1901), Amerikaans elektrotechnisch ingenieur
- Erin Gray (1950), Amerikaans actrice
- Felix Gary Gray (1969), Amerikaans videoclip- en filmregisseur
- George Robert Gray (1808-1872), Brits zoöloog en schrijver
- Glen Gray (1906-1963), Amerikaans bigbandleider en saxofonist
- Gordon Joseph Gray (1910-1993), Brits geestelijke en kardinaal
- Gustave Le Gray (1820-1884), Frans fotograaf
- Henry Gray (1825-1859), Brits anatoom en chirurg
- Ian Gray, Brits acteur
- Ian Gray (1963-2010), Australisch voetballer
- Jerry Gray (ca. 1915-1976), Amerikaans violist, arrangeur, componist en bigband-leider
- John Edward Gray (1800-1875), Brits zoöloog
- John Gray (1948), Brits politiek filosoof en auteur
- Linda Ann Gray (1940), Amerikaans actrice
- Louis Harold Gray (1905-1965), Brits-Amerikaans natuurkundige
- Macy Gray (1967), Amerikaans zangeres, liedjesschrijver en actrice
- Martin Gray, geboren als Mietek Grayewski, (1922-2016), Poolss-Joods schrijver
- Martin Gray (1952), Schots golfer
- Michael Anthony Shefford Gray (1979), Brits dj en muziekproducent
- Oliver Gray (2005), Brits autocoureur
- Paul Dedrick Gray (1972-2010), Amerikaans bassist
- Stephen Gray (1666-1736), Engels wetenschapper en astronoom
- Thomas Gray (1716-1771), Engels dichter, classicus en professor
- Thomas Lesley (Les) Gray (1946-2004), Engels zanger
- William Gray (1941-2013), Amerikaans predikant, politicus en zakenman
- Noah Gray-Cabey (1995), Amerikaans televisieacteur en pianist
- Sprague Grayden (1980), Amerikaans actrice
- Mietek Grayewski, bekend als Martin Gray, (1922), Poolss-Joods schrijver
- Kathryn Grayson, geboren als Zelma Kathryn Elisabeth Hedrick, (1922-2010), Amerikaans actrice en zangeres
- Wayne Grayson (1974), Amerikaans stemacteur
- Karel N.L. Grazell (1928-2020), Nederlands schrijver
- Michael Graziadei (1979), Amerikaans acteur van Italiaans-Litouwse afkomst
- Rocky Graziano (1919-1990), Amerikaans bokser

## Gre

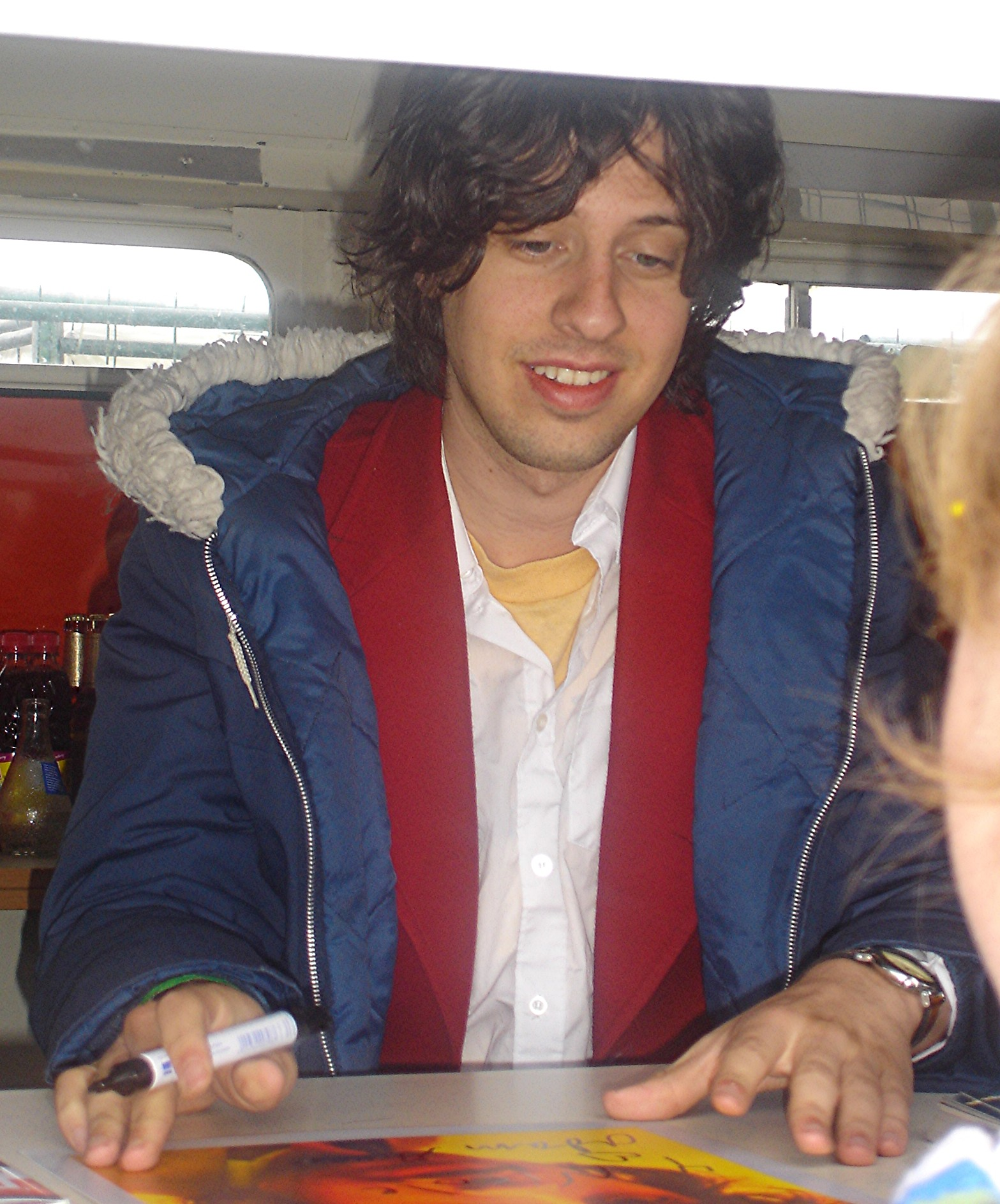
Adam Green

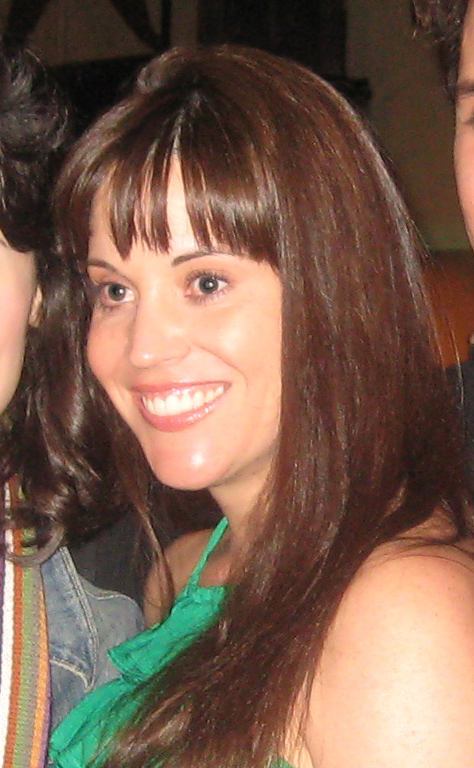
Jenna Leigh Green, 2008

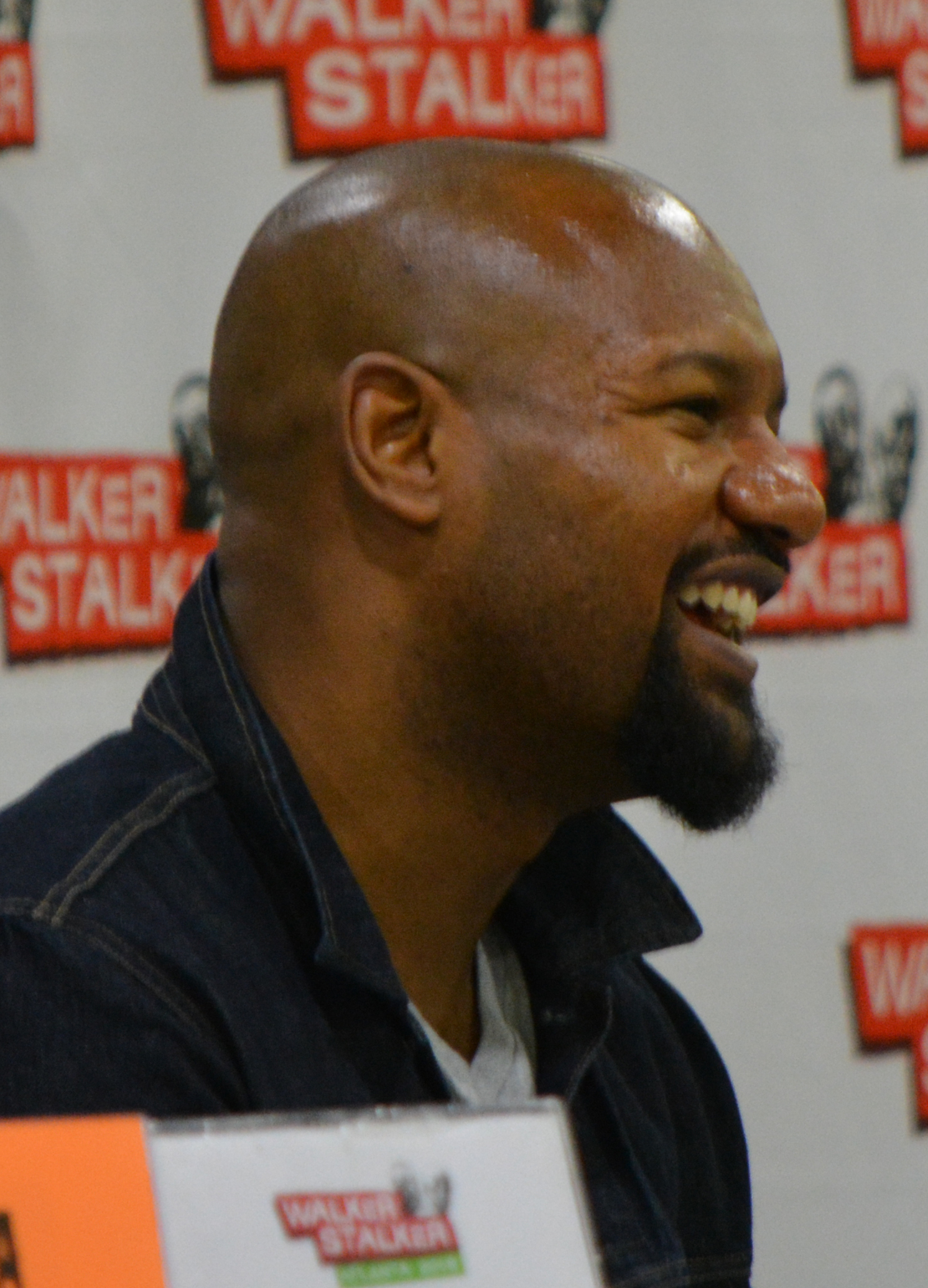
Kenric Green, 2016

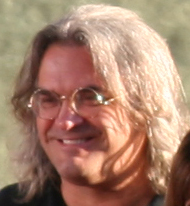
Paul Greengrass

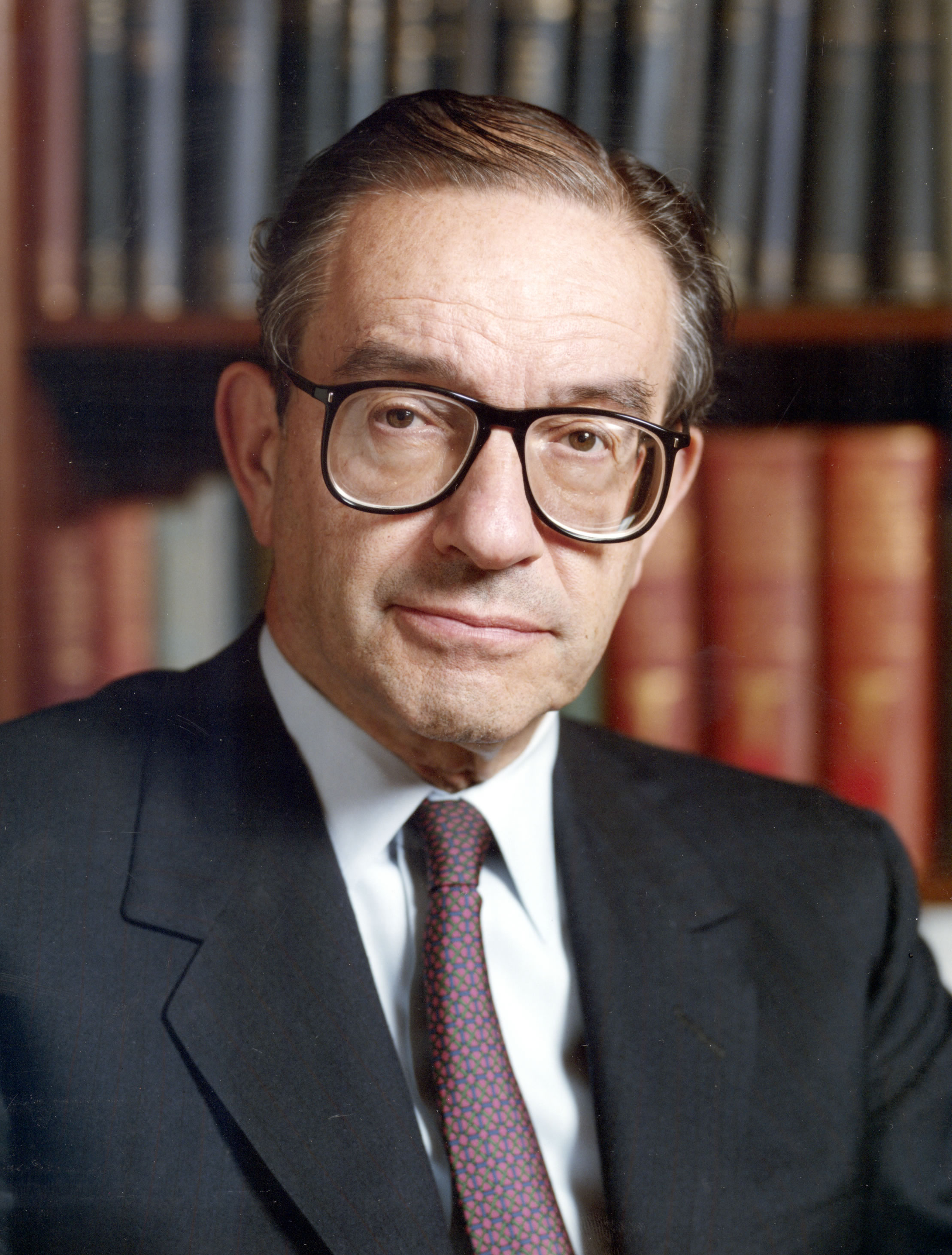
Alan Greenspan

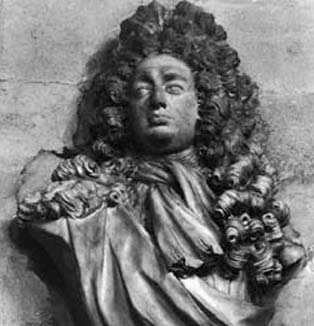
David Gregory

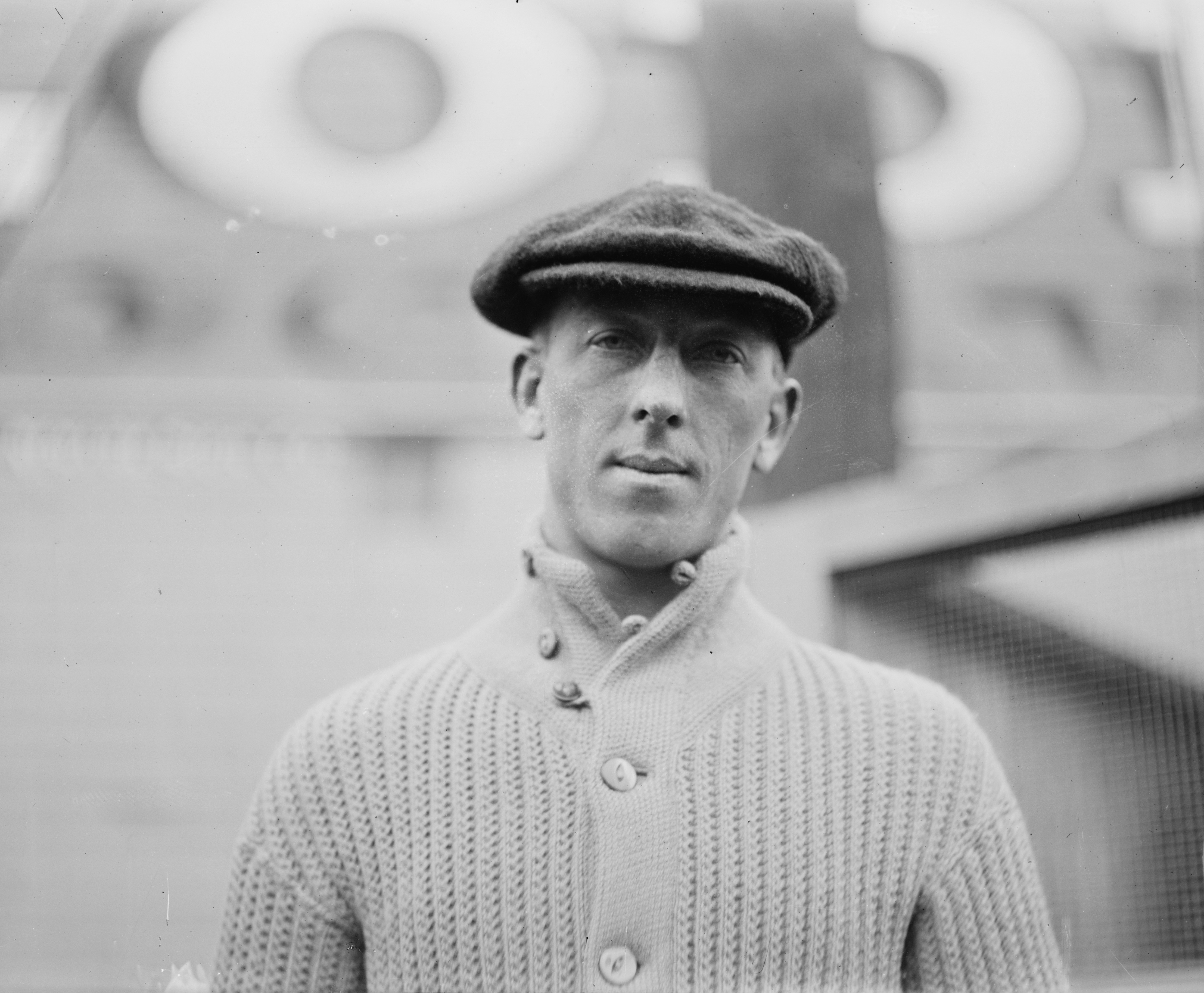
Alfred Grenda in 1912

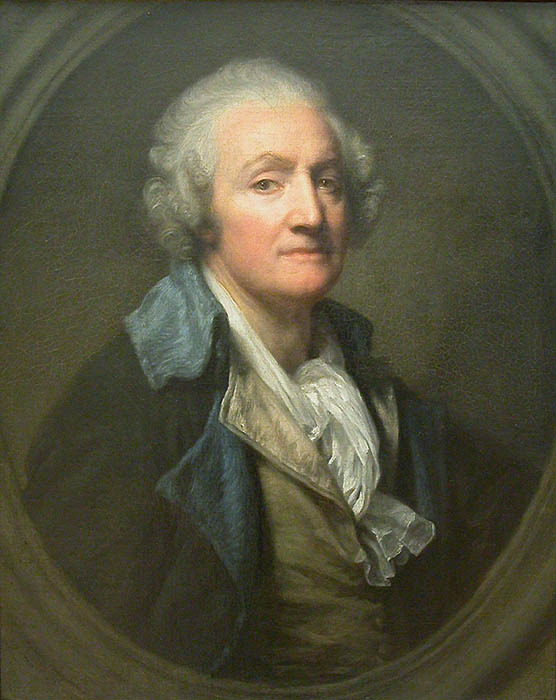
Jean-Baptiste Greuze

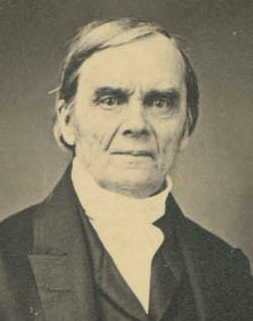
Henry Grew

- Shaun Greatbatch (1969-2022), Engels darter
- Wilson Greatbatch (1919-2011), Amerikaans ingenieur en uitvinder
- Jimmy Greaves (1940-2021), Engels voetballer
- Anastasia Grebjonkina (1979), Armeens kunstschaatsster
- Zdravko Grebo (1947-2019), Bosnisch rechtsgeleerde en activist
- Zinaida Greceanîi (1956), Moldavisch politica
- Buddy Greco (1926-2017), Amerikaans zanger en pianist
- El Greco, pseudoniem van Domenikos Theotokopoulos, (1541-1614), Grieks kunstschilder
- Juliette Gréco (1927-2020), Frans zangeres en actrice
- Marco Greco (1963), Braziliaans autocoureur
- Alice Greczyn (1986), Amerikaans actrice
- Toon Greebe (1988-2023), Nederlands darter
- Bastiaan de Greef (1818-1899), Nederlands architect
- Heleen de Greef (1965), Nederlands schaakster
- Jan de Greef (1784-1834), Nederlands architect
- Peter de Greef (1969), Nederlands journalist
- Rachelle Greef (1957), Zuid-Afrikaans journaliste en schrijfster
- Renske de Greef (1984), Nederlands schrijfster en columniste
- Robbert de Greef (1991-2019), Nederlands wielrenner
- Willemijn de Greef (1973), Nederlands kunstenares en sieraadontwerpster
- Wim de Greef (1921-2010), Nederlands worstelaar
- Horace Greeley (1811-1872), Amerikaans journalist, krantenuitgever en politicus
- Adam Green (1981), Amerikaans zanger en liedjesschrijver
- Agustín de Iturbide y Green (1863-1925), Mexicaans troonopvolger
- Al Green (1946), Amerikaans gospel- en soulzanger en dominee
- Ben Green (1998), Brits autocoureur
- Bunky Green, (1935-2025) Amerikaans jazzsaxofonist, -componist, -arrangeur en -docent
- Emma Green (1984), Zweeds atlete
- George Green (1793-1841), Brits wiskundige en natuurkundige
- Harry Green (1886-1934), Brits atleet
- Henry Green, pseudoniem van Henry Vincent Yorke, (1905-1973), Engels schrijver
- Jamie Green (1982), Brits autocoureur
- JaMychal Green (1990), Amerikaans basketballer
- Jenna Leigh Green (1974), Amerikaans actrice
- Josh Green (2002), Amerikaans autocoureur
- Julien Green (1900-1998), Amerikaans-Frans schrijver
- Kenric Green (1982), Amerikaans acteur
- Linda Green (1970), Brits journaliste en schrijfster
- Nick Green (1967), Australisch roeier
- Peter Green (1946-2020), Brits gitarist
- Seth Green (1974), Amerikaans acteur, komiek, stemacteur en televisieproducer
- Thomas Green (1894-1975), Brits snelwandelaar
- Tim Green (1963), Amerikaans footballspeler en auteur
- Tom Green (1971), Canadees komiek
- Roger Greenaway (1938), Brits zanger, componist en muziekproducent
- Luke Greenbank (1997), Brits zwemmer
- Joanne Greenberg (1932), Amerikaans schrijfster
- Cejhae Greene (1995), atleet uit Antigua en Barbuda
- Bernard Greene (1965-2023), Amerikaans/Duitse rapper
- Charles Greene (1945-2022), Amerikaans atleet
- David Greene (1986), Brits atleet
- Ellen Greene (1951), Amerikaans actrice en zangeres
- Graham Greene (1904-1991), Brits schrijver
- Graham Greene (1952), Canadees acteur
- James Greene (1931-2021), Noord-Iers acteur
- Lorne Greene (1915-1987), Amerikaans acteur
- Maurice Greene (1974), Amerikaans atleet
- Peter Greene (1965), Amerikaans acteur
- Ryan Greene, Amerikaans muziekproducent en geluidstechnicus
- Alon Greenfeld (1964), Amerikaans-Israëlisch schaker
- Chloe Greenfield (1995), Amerikaans actrice
- Jerry Greenfield (1951), Amerikaans zakenman
- Paul Greengard (1925-2019), Amerikaans neurowetenschapper
- Paul Greengrass (1955), Brits filmregisseur
- Alan Greenspan (1926), Amerikaans econoom
- Noreen Kristina (Nora) Greenwald, bekend als Molly Holly, (1977), Amerikaans worstelaarster
- Bruce Greenwood (1956), Canadees acteur
- Christopher Greenwood (1955), Brits rechter, hoogleraar en kroonadvocaat
- Dave Murphy-Kasim Greenwood (1957-2025), Amerikaans basketballer
- Ron Greenwood (1921-2006), Engels voetbaltrainer
- Sean Greenwood (1987), Iers skeletonracer
- Breaux Greer (1976), Amerikaans atleet
- Dabbs Greer (1917-2007), Amerikaans acteur
- Frank Greer (1879-1943), Amerikaans roeier
- Germaine Greer (1939), Australisch literatuurwetenschapper, publiciste en feministe
- Judy Greer (1975), Amerikaans actrice
- Andrew Greet (1979), Brits schaker
- Ferry Greevink (1981), Nederlands militair en taekwondoka
- Bob Gregg (1920-2002), Amerikaans autocoureur
- Harry Gregg (1932-2020), Noord-Iers voetbaldoelman
- Peter Gregg (1940-1980), Amerikaans autocoureur
- Andreas Grego van Piscara (1400-1485), Italiaans monnik
- Henri Grégoire (1881-1964), Belgisch historicus en taalkundige
- Jan Grégoire (1887-1960), Nederlands kunstschilder en graficus
- Paul Grégoire (1911-1993), Canadees geestelijke en kardinaal
- Paul Grégoire (1915-1988), Nederlands beeldhouwer en docent
- Johannes Jacobus (Jan) Gregoor (1914-1982), Nederlands schilder en tekenaar
- Marica Gregorič-Stepančič (1874-1954), Sloveens schrijfster
- Teja Gregorin (1980), Sloveens biatlete en langlaufster
- Alexandre Di Gregorio (1980), Belgisch voetballer
- Annie Grégorio (20e eeuw), Frans actrice
- Potenciano Gregorio (1880-1939), Filipijns musicus en componist
- Rose Gregorio (1932-2023), Amerikaans actrice
- Albert Jacob Frans Gregorius (1774-1853), Belgisch kunstschilder en directeur van de Kunstacademie
- Gregorius I of de Grote (ca. 540-604), Italiaans paus (590-604)
- Gregorius II (669-731), Italiaans paus (715-731)
- Gregorius III (+741), Syrisch paus (731-741)
- Gregorius IV (+844), paus (827-844)
- Gregorius V (ca. 972-999), paus (996-999)
- Gregorius VI, geboren als Joannes Gratianus, (+1048), Italiaans paus (1045-1046)
- Gregorius VII (ca. 1020-1085), paus (1073-1085)
- Gregorius VIII (ca. 1100-1187), Italiaans paus (1187)
- Gregorius IX (ca. 1170-1241), Italiaans paus (1227-1241)
- Gregorius X (1210-1276), Italiaans paus (1271-1276)
- Gregorius XI (ca. 1336-1378), paus (1370-1378)
- Gregorius XII (ca. 1326-1417), paus (1406-1415)
- Gregorius XIII (1502-1585), Italiaans paus (1572-1585) en naamgever van de gregoriaanse kalender
- Gregorius XIV (1535-1591), Italiaans paus (1590-1591)
- Gregorius XV (1554-1623), Italiaans paus (1621-1623)
- Gregorius XVI (1765-1846), Italiaans paus (1831-1846)
- Adam Gregory (1987), Amerikaans acteur
- Andre Gregory (1934), Amerikaans toneelregisseur, acteur en schrijver
- Benji Gregory (1978-2024), Amerikaans acteur
- David Gregory (1659-1708), Brits hooglereaar astronomie
- David A. Gregory (1985), Amerikaans acteur
- James Gregory (1638-1675), Schots wiskundige en astronoom
- Lady Gregory (1852-1932), Iers toneelschrijfster
- Masten Gregory (1932-1985), Amerikaans autocoureur
- Mike Gregory (1956-2022), Engels darter
- Stephen Gregory (1965), Amerikaans acteur
- William Gregory (1957), Amerikaans ruimtevaarder
- John Gregson (1919-1975), Engels acteur
- Carol Greider (1961), Amerikaans bioloog
- Lukas Greiderer (1993), Oostenrijks noordse combinatieskiër
- Dale Greig (1937-2019), Schots atlete
- Saekle Greijdanus (1871-1948), Nederlands theoloog
- Algirdas Greimas (1917-1992), Litouws linguïst
- Dick Greiner (1891-1964), Nederlands architect
- Thomas Greiner (1963), Oost-Duits roeier
- André Greipel (1982), Duits wielrenner
- Michael Greis (1976), Duits biatleet
- Mathilde Gremaud (2000), Zwitsers freestyleskiester
- Denis Gremelmayr (1981), Duits tennisser
- Angelo Gremo (1887-1940), Italiaans wielrenner
- Alfred Grenander (1863-1931), Zweeds architect
- Albert Francis Grenda (1889-1977), Australisch baanwielrenner
- Andrea Grendene (1986), Italiaans wielrenner
- Måns Grenhagen (1993), Zweeds autocoureur
- Adrian Grenier (1976), Amerikaans acteur, muzikant en regisseur
- Balian I Grenier (ca. 1195-1241), heer van Sidon (1202-1241)
- Mikaël Grenier (1992), Canadees autocoureur
- Valérie Grenier (1996), Canadees alpineskiester
- Zach Grenier (1954), Amerikaans acteur
- Libania Grenot (1983), Cubaans/Italiaans atlete
- Irma Grese (1923-1945), Duits kampcommandant
- Toine Gresel (1953), Nederlands politicus
- Thomas Gresham (1519-1579), Engels koopman en financier
- Jan Greshoff (1888-1971), Nederlands journalist, schrijver, dichter en criticus
- Amanz Gressly (1814-1865), Zwitsers geoloog en paleontoloog
- Numa Grether (1839-1891), Zwitsers politicus
- André Ernest Modeste Grétry (1741-1813), Luiks-Frans componist
- Aleksandr Tichonovitsj Gretsjaninov (1864-1956), Russisch componist
- Andrej Gretsjin (1987), Russisch zwemmer
- Jelizaveta Gretsjisjnikova (1983), Russische atlete
- Andrej Gretsjko (1903-1976), Sovjet militair
- Simon Greul (1981), Duits tennisser
- Jean-Baptiste Greuze (1725-1805), Frans kunstschilder
- Aleida Greve (1670-1742), Nederlands kunstschilder
- Frans de Greve (1803-1877), Nederlands rechtsgeleerde
- Jan C. Greve (1877-1942), Nederlands schaatser
- Mariska Greve (1971), Nederlands softbalster
- Petrus de Greve (1621-1677), Nederlands hoogleraar
- Ernst Greven (1885-1924), Nederlands atleet
- Matt Grevers (1985), Amerikaans zwemmer
- Henry Grew (1781-1862), Engels-Amerikaans baptistisch predikant en schrijver
- Alexi Grewal (1960), Amerikaans wielrenner
- Annemarie Grewel (1935-1998), Nederlands columniste, politica en pedagoge
- Alex Grey (1953), Amerikaans kunstenaar
- David Grey, Amerikaans pokerspeler
- Henry Grey (1515-1554), 2e hertog van Suffolk
- Sasha Grey (1988), Amerikaans pornoactrice
- Zena Lotus Grey (1988), Amerikaans actrice
- Michael Greyeyes (1967), Canadees acteur
- Tanni Grey-Thompson (1969), Brits paralympisch atlete, televisiepresentatrice en parlementariër

## Gri

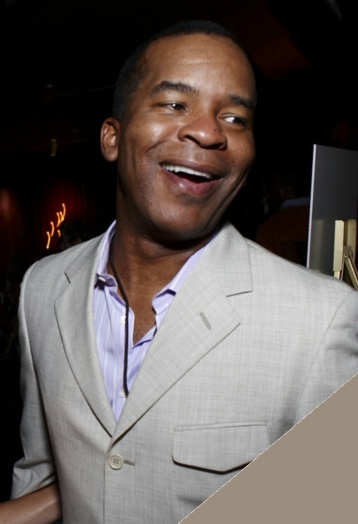
David Alan Grier 2007

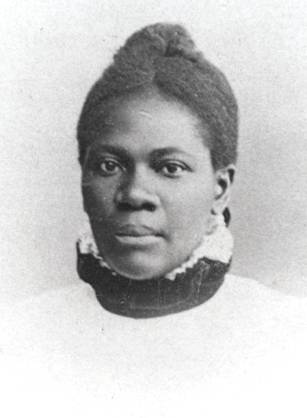
Eliza Ann Grier

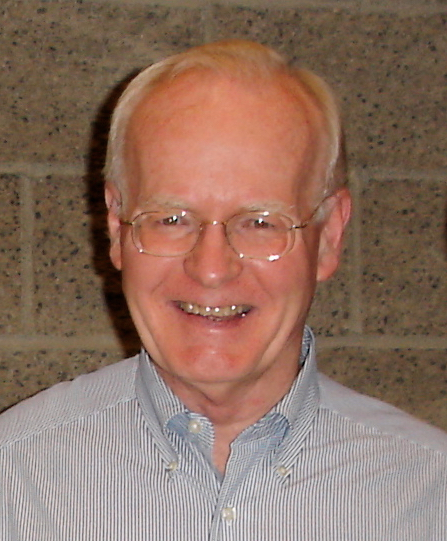
David Ray Griffin

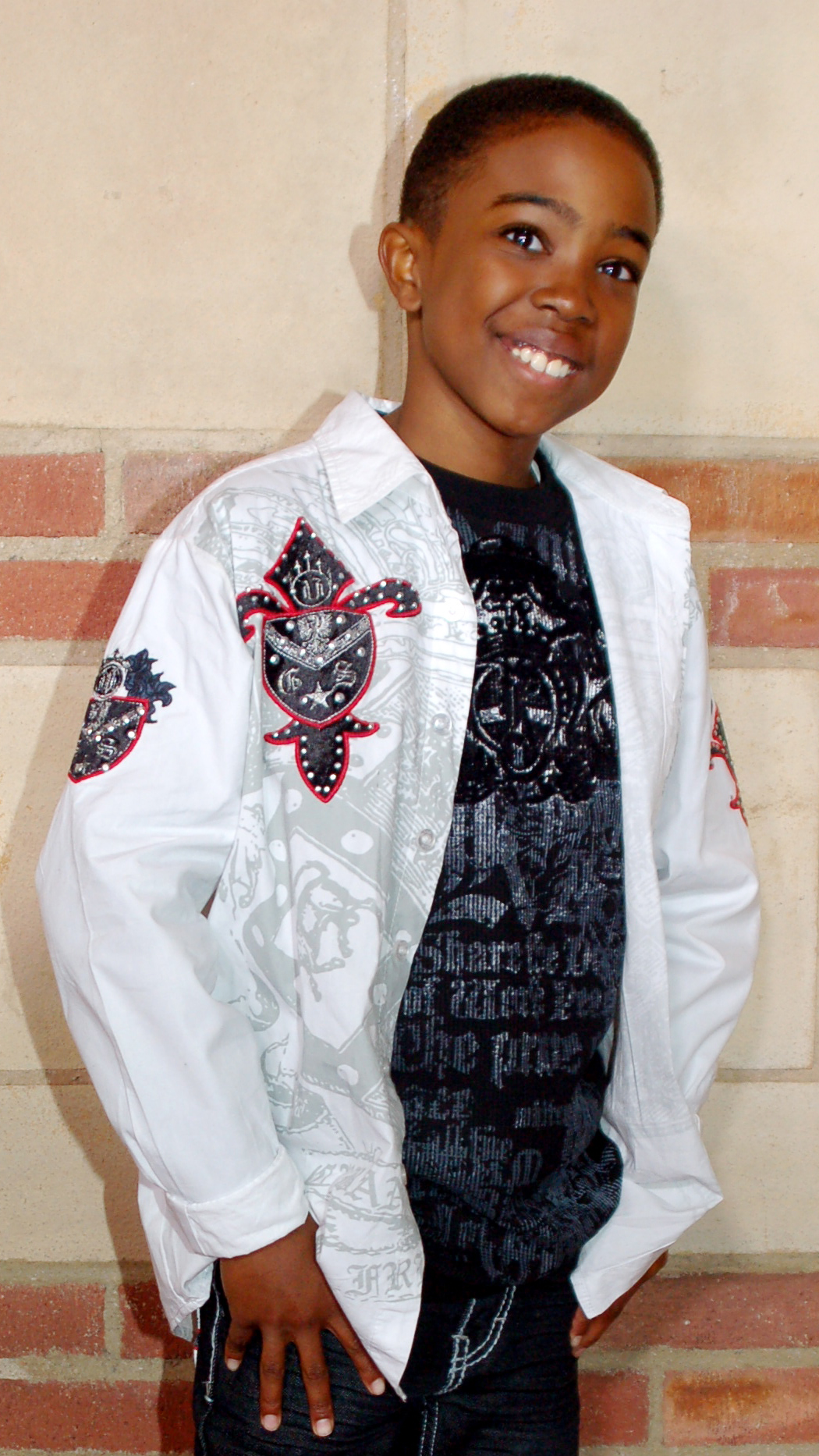
Khamani Griffin, 2010

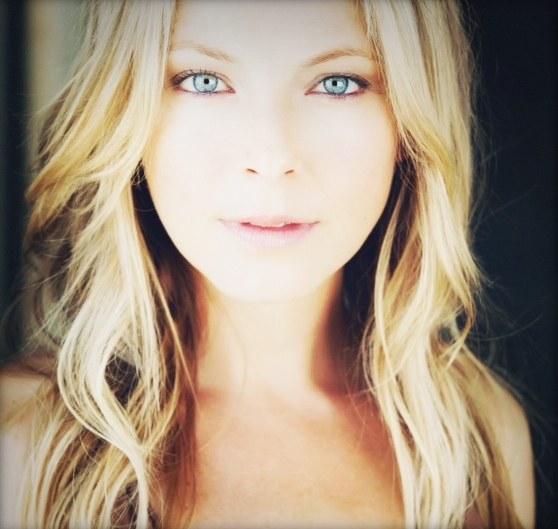
Anastasia Griffith (2007)

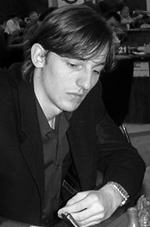
Aleksandr Grisjtsjoek (foto Gennadiy Titkov)

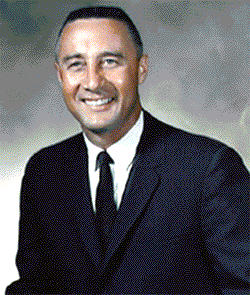
Virgil Grissom

- Jean de Gribaldy (1922-1987), Frans wielrenner, ploegleider en zakenman
- Aleksandr Sergejevitsj Gribojedov (1795-1829), Russisch toneelschrijver en diplomaat
- Alina Gridneva (1992), Russisch freestyleskiester
- Sophia Griebel (1990), Duits skeletonster
- Edvard Grieg (1843-1907), Noors componist
- Gerard van Grieken (1935-2012), Nederlands kunstenaar
- Alexander I van Griekenland (1893-1920), koning van Griekenland (1917-1920)
- Alexandra van Griekenland (1870-1891) (1870-1891), prinses van Griekenland en Denemarken, na haar huwelijk grootvorstin van Rusland
- Alexandra van Griekenland (1921-1993) (1921-1993), prinses van Griekenland, koningin van Joegoslavië
- Andreas van Griekenland (1882-1944), prins van Griekenland
- David Alan Grier (1955), Amerikaans acteur, filmproducent, scenarioschrijver en komiek
- Eliza Ann Grier (1864-1902), Afro-Amerikaans arts
- Jon Gries (1957), Amerikaans acteur en filmregisseur
- Anna Griese-Goudkuil (1903-1945), Nederlands verzetsstrijdster
- Azing Griever (1945), Nederlands voetballer en voetbaltrainer
- Joe Grifasi (1944), Amerikaans acteur
- Griff (2001), Engels zangeres
- Jorge Griffa (1935-2024), Argentijns voetballer
- Angela Griffin (1976), Brits actrice
- David Griffin (1943), Engels acteur
- David Ray Griffin (1939-2022), Amerikaans schrijver en professor godsdienstfilosofie en theologie
- Khamani Griffin (1998), Amerikaans (stem)acteur
- Martin Griffin, Brits drummer
- Matt Griffin (1982), Iers autocoureur
- Merv Griffin (1925-2007), Amerikaans zanger, televisieproducent en -presentator
- Paul Griffin (1973), Iers wielrenner
- Arie Griffioen (1953), Nederlands politicus en registeraccountant
- Jiske Griffioen (1985), Nederlands paralympisch sportster
- Anastasia Griffith (1978), Brits actrice
- Andy Samuel Griffith (1926), Amerikaans acteur
- D.W. Griffith (1875-1948), Amerikaans filmregisseur
- Edmund Griffith (1939-2024), Surinaams voetballer
- Laetitia Griffith (1965), Surinaams-Nederlands politica
- Florence Griffith-Joyner (1959-1998), Amerikaans atlete
- Rhys Griffiths (1980), Welsh voetballer
- Terry Griffiths (1947-2024), Welsh snookerspeler
- David Grifhorst (1978), Nederlands regisseur
- Henk van der Grift (1935), Nederlands schaatser
- Ferre Grignard (1939-1982), Belgisch zanger
- Victor Grignard (1871-1935), Frans scheikundige
- Kseniya Grigoreva (1987), Oezbeeks alpineskiester
- Aristeidis Grigoriadis (1985), Grieks zwemmer
- Jekaterina Grigorjeva (1974), Russisch atlete
- Lidia Grigorjeva (1974), Russisch atlete
- Dmitri Vasiljevitsj Grigorovitsj (1822-1899), Russisch schrijver
- Joeri Grigorovitsj (1927-2025), Russisch choreograaf
- Juan de Grijalva (ca. 1490-1527), Spaans ontdekkingsreiziger
- Gerrit Grijns (1865-1944), Nederlands onderzoeker
- Hendricus Josephus (Dick) Grijpink (1949), Nederlands bestuurder en zakenman
- Johannes Henricus Antonius Maria (Jan) Grijpink (1946), Nederlands econoom, jurist, organisatie-adviseur, en hoogleraar Informatiekunde
- Paulus A. T. M. (Paul) Grijpma (1948-2022), Nederlands journalist en acteur
- Johannes Antonius Constantius Marie Grijseels sr. (1890-1961), Nederlands atleet
- Dirk Grijspeirt (1946-2010), Belgisch danser, acteur, poppenspeler en televisieregisseur
- Han Grijzenhout (1932-2020), Nederlands voetbalcoach
- Frank Grillaert (1946), Belgisch atleet
- Justien Grillet (1994), Belgisch atlete
- Florian Grillitsch (1995), Oostenrijks voetballer
- Emiliano Grillo (1992), Argentijns golfer
- Gabriela Grillo (1952-2024), West-Duits amazone
- Franz Grillparzer (1791-1872), Oostenrijks toneelschrijver
- Clémence Grimal (1994), Frans snowboardster
- Jazmin Grace Grimaldi (1992), buitenechtelijk kind van prins Albert II van Monaco
- Martina Grimaldi (1988), Italiaans zwemster
- Domenico Grimani (1461-1523), Venetiaans kardinaal, patriarch van Aquileia (1498-1517) en bisschop van Ceneda van (1517-1520)
- Guillaume Grimard (1999), Belgisch atleet
- Paul Grimault (1905-1994), Frans tekenaar en tekenfilmproducent
- Arenda Grimberg (1978), Nederlands wielrenster
- Ab van Grimbergen (1930), Nederlands hockeyer en hockeycoach
- Anne Grimdalen (1899-1961), Noors beeldhouwster
- Jason Grimes (1959), Amerikaanse verspringer
- Camryn Grimes (1990), Amerikaans actrice
- Katie Grimes (2006), Amerikaans zwemmer
- Scott Grimes (1971), Amerikaans acteur
- Andrea Griminelli (1959), Italiaans fluitist
- Perry Grimm (1914-1971), Amerikaans autocoureur
- Abel Grimmer (ca. 1570-ca. 1618), Vlaams kunstschilder
- Guillaume de Grimoard, bekend als Paus Urbanus V, (ca. 1310-1370), paus (1362-1370)
- Kari Aalvik Grimsbø (1985), Noors handbalster
- Liam Grimshaw (1995), Engels voetballer
- Aleksandr Grin, pseudoniem van Aleksandr Stepanovitsj Grinevski, (1880-1932), Russisch schrijver
- Jānis Grīnbergs (1999), Lets voetballer
- Alexia Grinda, bekend als Alexia Lejeune, (1967), buitenechtelijk kind van prins Bernhard
- Christian Grindheim (1983), Noors voetballer
- Vladislav Grinev (1996), Russisch zwemmer
- Judy Grinham (1939), Brits zwemster
- Kazys Grinius (1866-1950), Litouws politicus
- Chatilla van Grinsven (1991), Nederlands basketballer
- Guy van Grinsven (1949–2021), Nederlands fotograaf
- Rupert Grint (1988), Brits acteur
- Franz Joseph van der Grinten (1933-2020), Duits dichter, beeldend kunstenaar, kunstverzamelaar en museumdirecteur
- Hans van der Grinten (1929-2002), Duits kunstverzamelaar, conservator, museumdirecteur, schrijver en beeldend kunstenaar
- Lodewijk van der Grinten (1831-1895), Nederlands apotheker, ondernemer en uitvinder
- Wim van der Grinten (1913-1994), Nederlands rechtsgeleerde en politicus
- Pierre Gripari (1925-1990), Frans schrijver
- Amparo Grisales (1956), Colombiaans actrice en model
- Gehad Grisha (1976), Egyptisch voetbalscheidsrechter
- John Grisham (1955), Amerikaans schrijver
- Aleksej Gennadjevitsj Grisjin (1979), Wit-Russisch freestyleskiër
- Aleksandr Igorevitsj Grisjtsjoek (1983), Russisch schaker
- Oksana Grisjtsjoek (1972), Russisch kunstschaatsster
- David Grisman (1945), Amerikaans mandolinespeler en componist
- Virgil Grissom (1926-1967), Amerikaans ruimtevaarder
- Garett Grist (1995), Canadees autocoureur
- Franziska Gritsch (1997), Oostenrijks alpineskiester
- Albert Jan (Ab) Gritter (1949-2008), Nederlands voetballer en voetbaltrainer
- Andrea Gritti (1455-1538), Doge van Venetië (1523-1538)
- Andrij Grivko (1983), Oekraïens wielrenner
- George Grizzard (1928-2007), Amerikaans acteur

## Grm
- Daša Grm (1991), Sloveens kunstschaatsster

## Gro

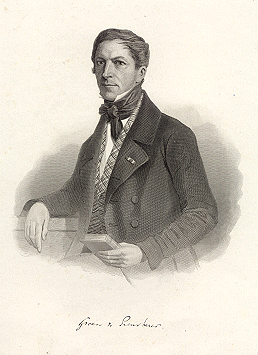
Guillaume Groen van Prinsterer

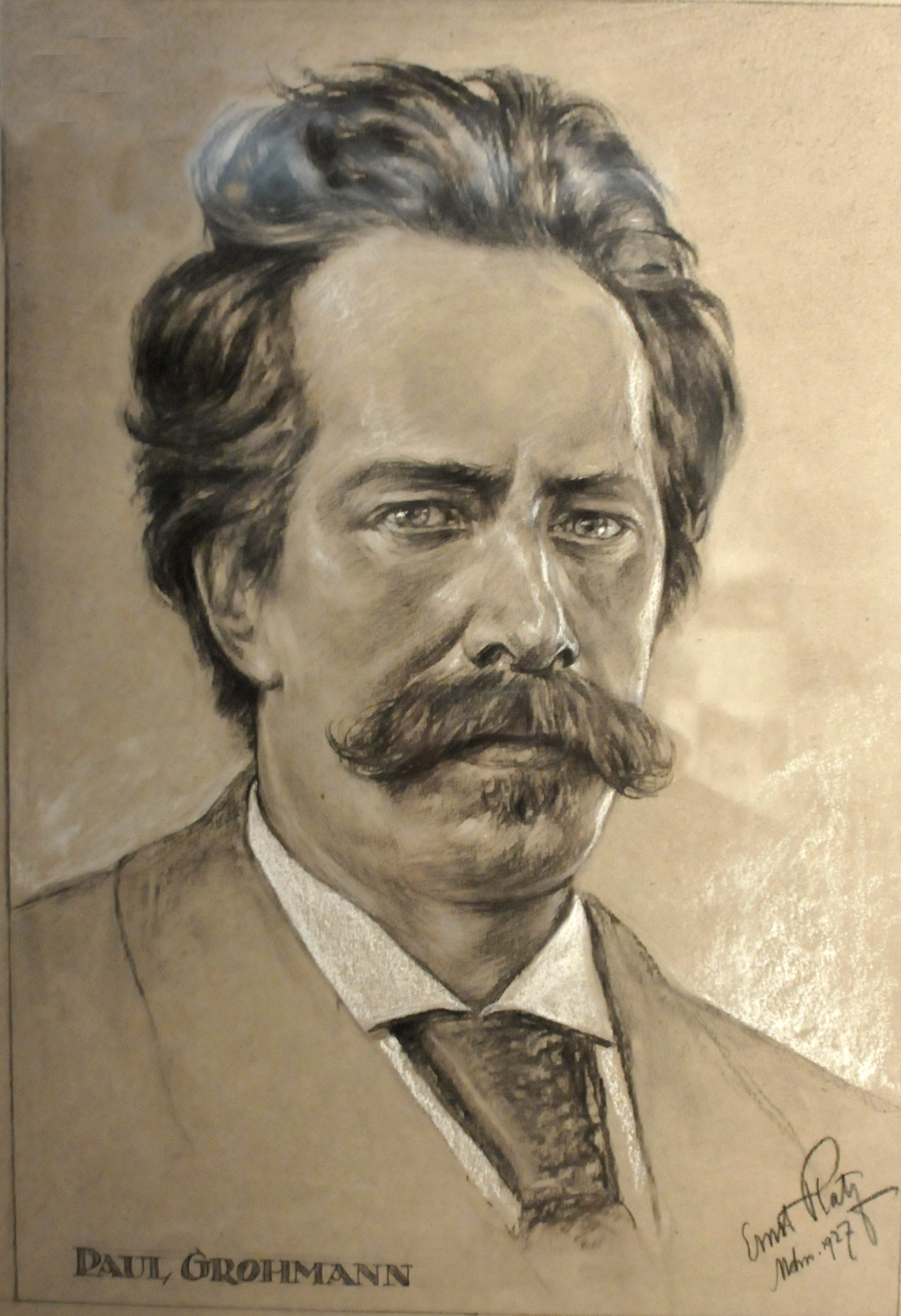
Paul Grohmann

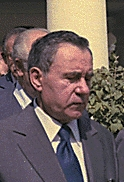
Andrej Gromyko

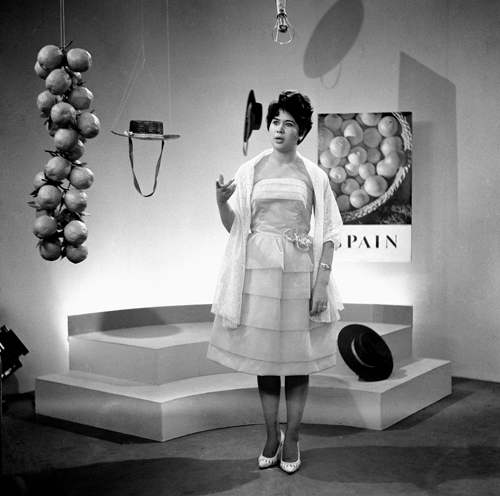
Anneke Grönloh in 1961

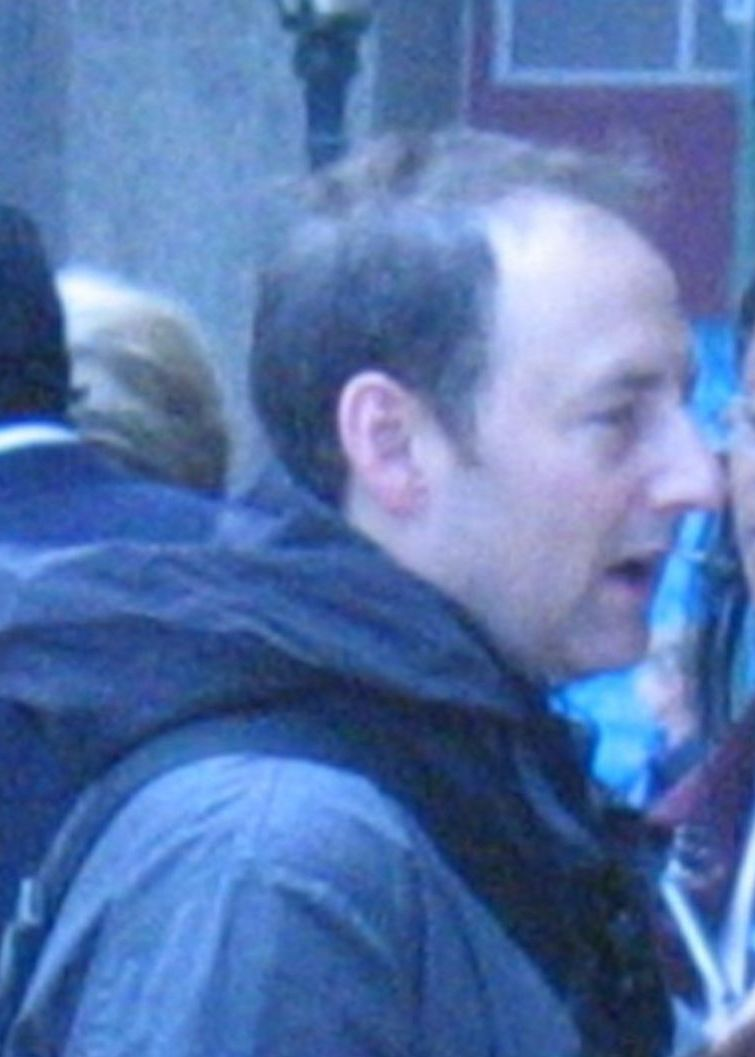
Arye Gross (2005)

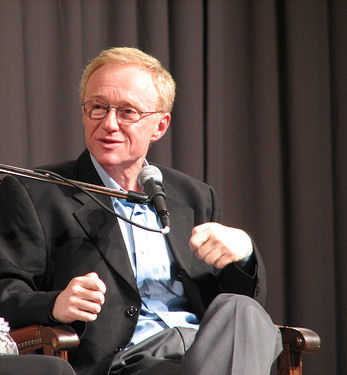
David Grossman (2007)

- Kaja Grobelna (1995), Belgisch volleybalster
- Zenon Grocholewski (1939), Pools kardinaal-diaken van de Curie
- Agnieszka Grochowska (1979), Pools actrice
- Frode Grodås (1964), Noors voetballer
- Eric Groeleken (1966), Nederlands voetballer
- Bert Groen (1945), Nederlands ambtenaar en politicus
- Derk Groen, Nederlands multi-instrumentalist, arrangeur en componist
- Dora van der Groen (1927-2015), Belgisch actrice
- Els de Groen (1949), Nederlands schrijfster en Europarlementariër
- Guillaume Groen van Prinsterer (1801-1876), Nederlands politicus en historicus
- Henry Groen (1957), Nederlands beiaardier
- Tiemen Groen (1946), Nederlands wielrenner
- Jackie Groenen (1994), Nederlands voetbalster
- Richard Groenendaal (1971), Nederlands wielrenner
- Alfons Groenendijk (1964), Nederlands voetballer en voetbaltrainer
- Jan Groenendijk (1946-2014), Nederlands voetballer
- Harry Groener (1951), Amerikaans acteur
- Aad Groeneveld (20e eeuw), voorzitter van voetbalclub
- Tiedo Groeneveld (1965), Nederlands popmuzikant
- Arie Groenevelt (1927-2017), Nederlands vakbondsbestuurder
- Dick Groeneweg (1939), Nederlands wielrenner
- Adrianus Johannus (Adriaan) Groenewegen (1874-1963), Nederlands kunstschilder
- Gerrit Groenewegen (1754-1826), Nederlands tekenaar en schilder van schepen
- Martin Groenewold (1972), Nederlands zanger
- Renate Groenewold (1976), Nederlands schaatsster
- Raymond van het Groenewoud (1950), Belgisch zanger
- Rosalind Groenewoud (1989), Canadees freestyleskiester
- Charles Groenhuijsen (1954), Nederlands journalist, publicist en tv-presentator
- Germaine Groenier (1943-2007), Nederlands tv-actrice, tv-regisseuse, programmamaakster, radiopresentatrice en (scenario)schrijfster
- Matt Groening (1954), Amerikaans striptekenaar
- Rijkman Groenink (1949), Nederlands topman
- Louise Groenman (1940), Nederlands politica
- Hanneke Groenteman (1939), Nederlands journaliste
- Mart Groentjes (1937), Nederlands bestuurslid diverse culturele stichtingen
- Melis van de Groep (1958), Nederlands ambtenaar en politicus
- Hans Hermann Groër (1919-2003), Oostenrijks aartsbisschop
- Thomas Grøgaard (1994), Noors voetballer
- David Grogan (1914-1993), Brits waterpolospeler
- John Grogan (1957), Amerikaans schrijver en journalist
- David Groh (1939-2008), Amerikaans acteur
- Dave Grohl (1969), Amerikaans drummer
- Paul Grohmann (1838-1909), Oostenrijks alpinist
- Tim Grohmann (1988), Duits roeier
- Arjen Grolleman (1972), Nederlands presentator
- Gerrit Grolleman (1920-2011), Nederlands burgemeester
- Anthony Everhardus Grolman (1843-1926), Nederlands kunstenaar en documentalist
- Michail Gromov (1943), Frans-Russisch wiskundige en Abelprijswinnaar
- Andrej Gromyko (1909-1989), Russisch politicus
- Mathias Grönberg (1970), Zweeds golfer
- David Grondin (1980), Frans voetballer
- Éliot Grondin (2001), Canadees snowboarder
- Anna-Lena Grönefeld (1985), Duits tennisster
- Herbert Grönemeyer (1956), Duits zanger en acteur
- Bernard van Groningen (1894-1987), Nederlands graecus en papyroloog
- Wies van Groningen (1929-2022), schrijfster, actief in de beweging van zwarte, migranten- en vluchtelingen vrouwen
- Marcel Groninger (1970), Nederlands voetballer
- Johanna Louise (Anneke) Grönloh (1942-2018), Nederlands zangeres
- Ernst Grönlund (1902-1968), Fins voetballer
- Rose Gronon, pseudoniem van Marthe Bellefroid, (1901-1979), Vlaams schrijfster
- Jacobus Gronovius (1645-1716), Nederlands klassiek filoloog
- Jan Frederik Gronovius (1690-1762), Nederlands botanicus
- Johann Friedrich Gronovius (1611-1671), Duits-Nederlands klassiek filoloog
- Audun Grønvold (1976), Noors (freestyle)skiër
- Sam Groom (1938), Amerikaans acteur
- Nettie Grooss (1905-1977), Nederlands atlete
- Adriaan David Cornets de Groot (1804-1829), Nederlands kandidaat-ambtenaar en opsteller Javaanse grammatica
- Adriaan Dingeman de Groot (1914-2006), Nederlands psycholoog en hoogleraar
- Boudewijn de Groot (1944), Nederlands zanger en kleinkunstenaar
- Bram de Groot (1974), Nederlands wielrenner
- Cor de Groot (1914-1993), Nederlands componist, dirigent en pianist
- Daan de Groot (1933-1982), Nederlands wielrenner
- Denise Groot (1990), Nederlands atlete
- Dirk de Groot (1796-1878), Nederlands predikant
- Dirk de Groot (voetballer) (1943), Nederlands voetballer
- Ed Groot (1957), Nederlands journalist, columnist en politicus
- George Groot (1942-2024), Nederlands cabaretier en tekstschrijver
- Harry de Groot (1920-2004), Nederlands componist en accordeonist
- Henk Groot (1938-2022), Nederlands voetballer
- Hugo de Groot (1583-1645), Nederlands rechtsgeleerde
- Huug de Groot (1890-1957), Nederlands voetballer
- Ineke de Groot (1953), Nederlands paralympisch sportster
- Jan Frans de Groot (1916-2005), Nederlands politicus
- Jannie de Groot (1930-2011), Nederlands zwemster
- Jan Groot (1872-1951), Nederlands politicus
- Karin de Groot (1963), Nederlands radio- en tv-presentatrice
- Paul de Groot (1899-1986), Nederlands politicus
- Paul Groot, Nederlands sterrenkundige
- Paul Groot (1967), Nederlands acteur, cabaretier en tekstschrijver
- Silvia de Groot (1918-2009), Nederlands Surinamist
- Simon Groot (1934-2025), Nederlands zaadveredelaar
- Sybren de Groot (1916-1994), Nederlands natuurkundige en hoogleraar
- Petrus Johannes Jozef (Peter) Groot Kormelink (1953), Nederlands zanger, componist en acteur
- Alain Grootaers (1964), Vlaams journalist
- Walter Grootaers (1955), Belgisch zanger en presentator
- Anna van Groot-Brittannië, bekend als Queen Anne, (1665-1714), koningin van Engeland (1702-1714)
- Jan de Groote (1911-1989), Nederlands landbouwer en politicus
- Ad Grooten (1962), Nederlands multi-instrumentalist, tekstschrijver en componist
- Arent ten Grootenhuys (1570-1615), Nederlands ondernemer
- Adrie Grootens (1864-1957), Nederlands kunstschilder, graficus en glazenier
- Geerhard de Grooth (1947), Nederlands sportjournalist
- Celia Groothedde (1977), Belgisch politica, schrijfster en feministe
- Gordon Groothedde (1968), Nederlands muziekproducent, componist en gitarist
- Frank Groothof (1947), Nederlands acteur
- Stefan Groothuis (1981), Nederlands langebaanschaatser
- Angela Groothuizen (1959), Nederlands zangeres en presentatrice
- Robert Jasper Grootveld (1932-2009), Nederlands anti-rook magiër
- Walter Gropius (1883-1969), Duits-Amerikaans architect
- William Gropper (1897-1977), Amerikaans cartoonist en kunstenaar
- Antoine-Jean Gros (1771-1835), Frans kunstschilder
- Gui Faucoi le Gros, bekend als Paus Clemens IV, (+1268), paus (1265-1268)
- Piero Gros (1954), Italiaans alpineskiër
- Piet Gros (1962), Nederlands chemicus en hoogleraar
- Adolphe Groscol (1904-1985), Belgisch atleet
- Karolien Grosemans (1970), Belgisch politica
- Sébastien Grosjean (1978), Frans tennisser
- Amelie Jeanne (Amy) Groskamp-ten Have (1887-1959), Nederlands schrijfster, journaliste en vertaalster
- Alfred J. Gross (1918-2000), Amerikaans communicatiepionier
- Arye Gross (1960), Amerikaans acteur
- David Jonathan Gross (1941), Amerikaans natuurkundige
- Michael Gross (1920-2004), Israëlisch kunstschilder, beeldhouwer en conceptueel kunstenaar
- Michael Gross (1947), Amerikaans televisie- en filmacteur
- Michael Groß (1964), Duits zwemmer
- Stefano Gross (1986), Italiaans alpineskiër
- Huub Grossard (1968-2006), Belgisch atleet
- Pauline Grossen (1996), Belgisch actrice
- Martha Grossenbacher (1959), Nederlands-Zwitsers atlete
- Alois Josef Michael (Michael) Grossert (1927), Zwitsers beeldhouwer
- David Grossman (1954), Israëlisch (Hebreeuws) schrijver van kinderboeken, romans en essays
- George Grosz (1893-1950), Duits kunstenaar
- Agoeng de Grote (1591-1645), heerser van Mataram (1613-1645)
- Akbar de Grote (1542-1605), heerser over het Mogolrijk (1556-1605)
- Alexander de Grote (356-323 v.Chr.), koning van Macedonië
- Alfred de Grote (ca. 848-899), koning van Wessex en Engeland (871-899)
- Antiochus III de Grote (ca. 241-187 v.Chr.), koning van het hellenistische Seleucidenrijk (Syrië) (223-187 v. Chr)
- Geert Grote (1340-1384), Nederlands theoloog, schrijver en boeteprediker
- Gaby Grotenclaes (1954), Belgisch atlete
- Otto Grotewohl (1894-1964), Oost-Duits politicus
- Alexander Grothendieck (1928), Duits wiskundige
- Greet Grottendieck (1943), Nederlands beeldhouwster
- Henri Marie Joseph Grouès, bekend als Abbé Pierre, (1912-2007), Frans geestelijke, verzetsstrijder en politicus
- Élisabeth Grousselle (1973), Frans atlete
- René Grousset (1885-1952), Frans historicus, oriëntalist, kunsthistoricus en museumconservator
- James Grout (1927), Brits acteur
- Nadine Grouwels (1973), Belgisch atlete
- Andrew Grove (1936-2016), Hongaars-Amerikaans zakenman (Intel)
- William Robert Grove (1811-1896), Brits jurist en natuurwetenschapper
- Madeline Groves (1995), Australisch zwemster

## Gru

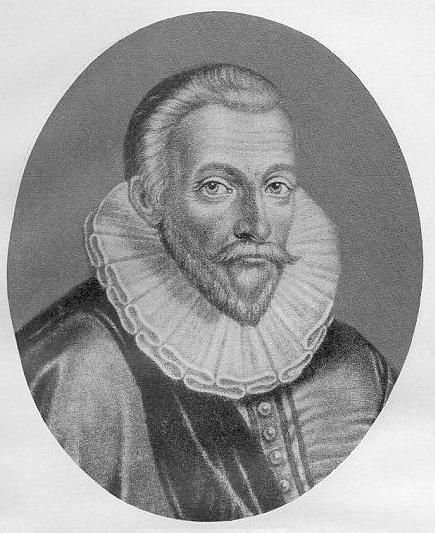
Janus Gruterus

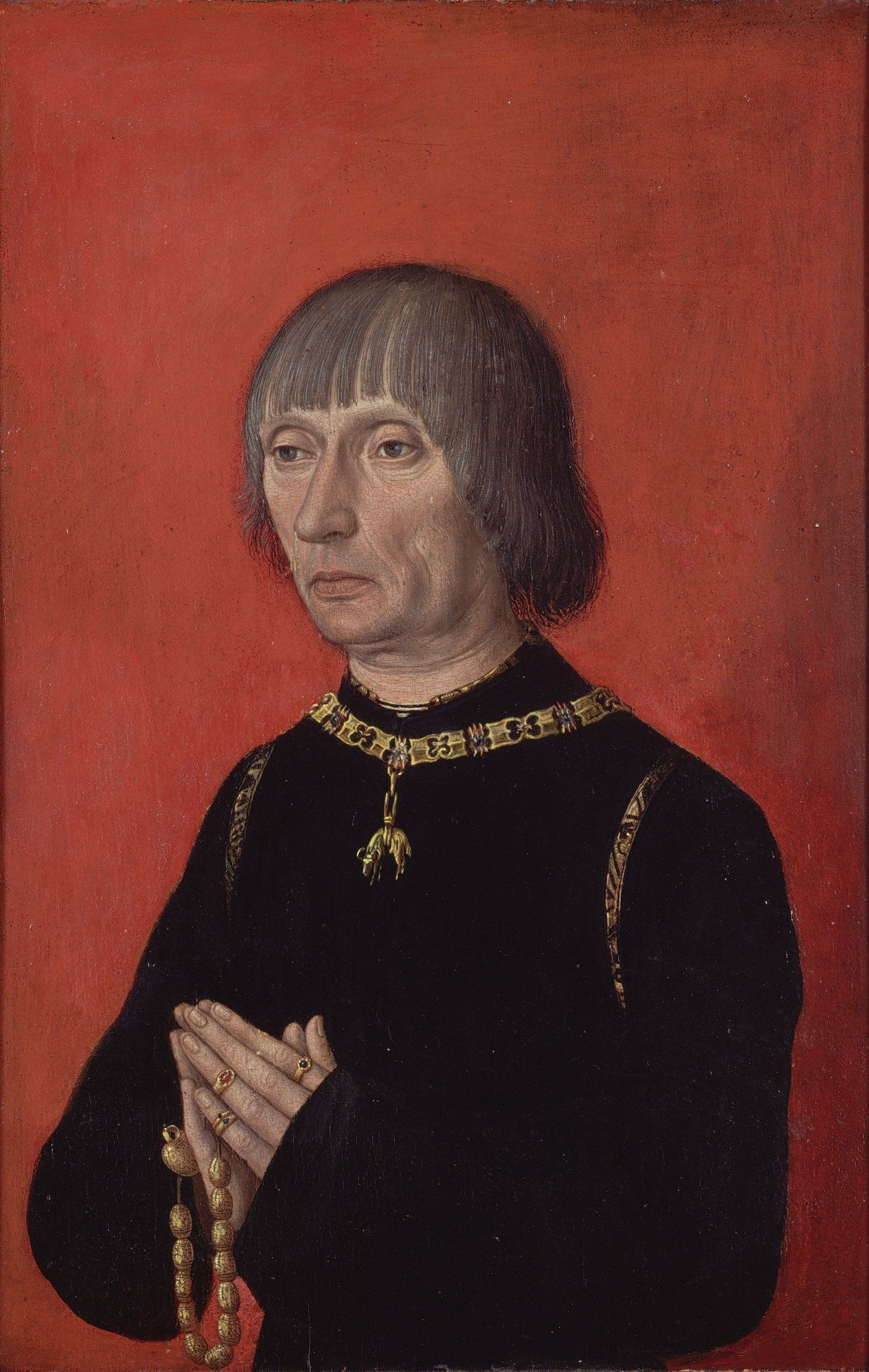
Lodewijk van Gruuthuse

- Andrzej Grubba (1958-2005), Pools tafeltennisser
- Linda Grubben, geboren als Linda Tjørhom, (1979), Noors biatlete
- Gary Grubbs (1949), Amerikaans acteur en scenarioschrijver
- Robert Grubbs  (1942-2021), Amerikaans scheikundige
- Bernhard Gruber (1982), Oostenrijks noordse combinatieskiër
- Florian Gruber (1983), Duits autocoureur
- Franz Gruber (1787-1863), Oostenrijks onderwijzer, componist en organist
- Nico Gruber (2001), Oostenrijks autocoureur
- Edita Gruberová (1946-2021), Slowaaks sopraan
- Walter Grubmüller (1989), Oostenrijks autocoureur
- Luka Grubor (1973), Kroatisch-Brits roeier
- Dorota Gruca (1970), Pools atlete
- Witold Gruca (1927-2009), Pools danser en choreograaf
- Igo Gruden (1893-1948), Sloveens dichter en schrijver
- Hans Gruhne (1988), Duits roeier
- Hans Gruijters (1931-2005), Nederlands politicus
- Pieter Gruijters (1967), Nederlands paralympisch atleet
- Jan Gruiters (1956), Nederlands bestuurder
- Anselm Grün, OSB (1945), Duits filosoof en schrijver
- Rainer Grün (1950-2010), Duits politicus
- Arnon Grunberg (1971), Joods-Nederlands schrijver
- Peter Grünberg (1939), Duits natuurkundige en Nobelprijswinnaar
- Simon Grundel-Helmfelt (1617-1676), Zweeds maarschalk en baron
- Gustaf Gründgens (1899-1963), Duits acteur
- Tobias Grünenfelder (1977), Zwitsers alpineskiër
- Dzintra Grundmane (1944-2024), Litouwse (Sovejet) basketbalspeelsters
- Adam Grünewald (1902-1945), Duits SS'er en kampcommandant
- Matthias Grünewald (+1528), Duits schilder
- Henri Grünkorn (1856-1915), Duits kermis- en filmexploitant
- Anky van Grunsven (1968), Nederlands dressuurrijdster
- Albert Grünwedel (1856-1935), Duits Indiakundige, sinoloog, tibetoloog, archeoloog en ontdekkingsreiziger
- Jacelyn Gruppen (1989), Nederlands atlete
- Andreas Gruschke (1960), Duits schrijver, fotograaf en tibetoloog
- Paul Gruselin (1901-1985), Waals-Belgisch politicus
- Janus Gruterus (1560-1627), Belgisch klassiek filoloog, antiquaar, dichter en bibliothecaris
- Lodewijk van Gruuthuse (ca. 1422-1492), Heer van Brugge, diplomaat en militair
- Luuk Gruwez (1953), Vlaams dichter en schrijver
- Alexandre Grux (1976), Frans wielrenner
- Evy Gruyaert (1979), Vlaams radio- en televisiepresentatrice

## Gry

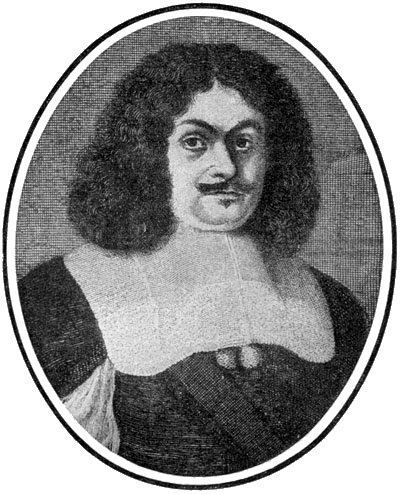
Andreas Gryphius door Philipp Kilian

- Vincas Grybas (1890-1941), Litouws beeldhouwer
- Dalia Grybauskaitė (1956), president van Litouwen
- Paulius Grybauskas (1984), Litouws voetballer
- Andries Gryffroy (1963), Belgisch politicus
- Zdeněk Grygera (1980), Tsjechisch voetballer
- Andreas Gryphius (1616-1644), Duits toneelschrijver
- Antiochus VIII Grypos (141-96 v.Chr.), koning van Syrië (125-96 v. Chr)
- Albert Joseph Désiré Jean De Gryse (1911-1996), Belgisch politicus en minister
- Emile Gryson (1881-1963), Belgisch vakbondsbestuurder en politicus
- François Ignace Gryson (1760-1806), Zuid-Nederlands burgemeester

## Grz
- Jan Grzebski (1942-2008), Pools spoorwegwerker
- Bernhard Grzimek (1909-1987), Duits bioloog